# Kalendarium inwazji Rosji na Ukrainę – czerwiec 2022
| 2022        | 2023        | 2024        | 2025    |
| ----------- | ----------- | ----------- | ------- |
| —           | styczeń     | styczeń     | styczeń |
| luty        | luty        | luty        |         |
| marzec      | marzec      | marzec      |         |
| kwiecień    | kwiecień    | kwiecień    |         |
| maj         | maj         | maj         |         |
| czerwiec    | czerwiec    | czerwiec    |         |
| lipiec      | lipiec      | lipiec      |         |
| sierpień    | sierpień    | sierpień    |         |
| wrzesień    | wrzesień    | wrzesień    |         |
| październik | październik | październik |         |
| listopad    | listopad    | listopad    |         |
| grudzień    | grudzień    | grudzień    |         |

|  |

## Czerwiec 2022

### 1 czerwca
SG Ukrainy podał, że Rosjanie prowadzili szturm w rejonie Siewierodoniecka, Toszkiwki i Ustyniwki. Według Sztabu siły rosyjskie przygotowywały się też do ataku na kierunkach: Izium-Barwinkowe i Izium-Słowiańsk. Na kierunku Łymanu Rosjanie przegrupowywali się i szykowali do szturmu. Walki w Donbasie trwały także w rejonie miejscowości Komyszuwacha, Nowołuhańske i Berestowe. Serhij Hajdaj stwierdził, że siły rosyjskie kontrolowały 70% Siewierodoniecka, a „część wojsk ukraińskich odeszła na korzystniejsze, wcześniej przygotowane pozycje. Część kontynuowała walkę w centrum miasta”. Według ISW wojska rosyjskie stopniowo posuwały się na północ od Słowiańska, jednak prawdopodobnie nie zdołały przejąć kontroli nad drogą do miasta. Rosjanie próbowali także posuwać się w kierunku Lisiczańska od południa i zachodu, jednak odnosili niewielkie sukcesy. Niewielkie zdobycze na północ od Awdijiwki osiągnęły również rosyjskie siły lądowe. Z kolei ukraińska kontrofensywa w rejonie Chersonia związała tamtejsze siły rosyjskie i zmusiła je do zabezpieczenia szlaków komunikacyjnych. Siły ukraińskie przeprowadziły serię kontrataków przeciwko osadom na wschodnim brzegu rzeki Ingulec w pobliżu autostrady ważnej dla Rosjan, którzy w odpowiedzi zniszczyli mosty na rzece Ingulec w pobliżu Dawydiw Brid, używane przez Ukraińców podczas jednego z kontrataków. Siły ukraińskie prawdopodobnie nadal znajdowały się na tyle blisko autostrady, aby zakłócić jej wykorzystanie jako głównego szlaku zaopatrzenia dla sił rosyjskich. Gubernator obwodu mikołajowskiego Witalij Kim potwierdził, że siły rosyjskie zaczęły wysadzać mosty w pobliżu Chersonia, ponieważ „obawiały się kontrataku armii ukraińskiej”. Ponadto według oświadczeń wojsk ukraińskich odbito z rąk rosyjskich 20 miejscowości w obwodzie chersońskim. Gunernator obwodu Hennadij Lahuta stwierdził, że około połowa ludności z tych wsi uciekła.
Stany Zjednoczone zgodziły się na wysłanie na Ukrainę systemów M142 HIMARS po zapewnieniu przywódców Ukrainy, że nie będzie on używany przeciwko celom w Rosji. Według OSW siły rosyjskie kontrolowały większość Siewierodoniecka i miały się umacniać w centrum miasta. Miejscowości w obwodzie ługańskim pod kontrolą ukraińską były pod ciągłym ostrzałem. Trwały walki o Wrubiwkę pomiędzy Popasną a Lisiczańskiem, a także o Biłohoriwkę na drodze Bachmut–Lisiczańsk. W obwodzie donieckim Rosjanie nacierali na południe od Łymanu. Na kierunkach Mikołajowa, Krzywego Rogu i Zaporoża wojska rosyjskie kontynuowały umacnianie pozycji oraz wysadziły mosty na rzece Ingulec w rejonie miejscowości Dawydiw Brid i Wełyka Ołeksandriwka. Celami rosyjskiej artylerii i lotnictwa były Charków, Mikołajów oraz pozycje ukraińskie w obwodach charkowskim, zaporoskim, dniepropetrowskim, mikołajowskim i rejonach obwodu sumskiego. Ponadto w ataku rakietowym ucierpiała infrastruktura Słowiańska.

### 2 czerwca
Według SG Ukrainy siły rosyjskie kontynuowały ostrzał ukraińskich pozycji w Siewierodoniecku i Lisiczańsku, a także przygotowywali się do ataku w rejonie Słowiańska. Prowadzili również ostrzał obiektów cywilnych z kierunku Iziumu. W obwodzie donieckim Rosjanie ostrzeliwali ukraińskie pozycje wzdłuż całej linii frontu. Na wschód od Charkowa Rosjanie nie prowadzili działań zaczepnych, lecz ostrzeliwali szereg ukraińskich miejscowości z artylerii i z powietrza. Z kolei na południe od miasta Krzywy Róg „przeciwnik został zmuszony do przejścia do obrony”. Z kolei na Białorusi, na terenach granicznych z Ukrainą, miało miejsce minowanie dróg leśnych, tras objazdowych i mostów. Prezydent Zełenski podał, że wojska ukraińskie odniosły pewne sukcesy w Siewierodoniecku, lecz sytuacja militarna w Donbasie nie zmieniła się w ciągu ostatnich 24h. Stwierdził również, że Rosja kontrolowała ok. 20% terytorium Ukrainy, czyli prawie 125 tys. km².
OSW podał, że siły ukraińskie utrzymywały się w przemysłowych dzielnicach Siewierodoniecka, jednak 80% obszaru miasta kontrolowali Rosjanie, którzy opanowali także większą część Komyszuwachy, położonej pomiędzy Popasną a Lisiczańskiem. Jednostki rosyjskie były powstrzymywane w południowym Lisiczańsku, a także w kilku innych miejscowościach w obwodzie ługańskim, będących pod kontrolą ukraińską. W obwodzie donieckim Ukraińcy odparli atak na północno-wschodni Słowiańsk. Siły rosyjskie kontynuowały ataki na pozycje ukraińskie na całej linii frontu. Nadal ostrzeliwano Charków, Mikołajów i Słowiańsk, a także miejscowości w obwodach charkowskim, mikołajowskim, zaporoskim i dniepropetrowskim.

### 3 czerwca
Sztab Generalny Ukrainy podał, że w ramach przygotowań do wznowienia ofensywy Rosjanie skoncentrowali 20 batalionowych grup taktycznych na kierunku słowiańskim. Siły rosyjskie próbowały prowadzić atak na kierunku miejscowości Barwinkowe i Swiatohirśk, lecz nie odnieśli sukcesu. Główne wysiłki na kierunku donieckim Rosjanie skoncentrowali w okolicach Siewierodoniecka, gdzie pod osłoną artylerii atakowali w dzielnicach mieszkalnych wschodniej części miasta. Wojska rosyjskie prowadziły także działania ofensywne w kierunku miast Bachmut, Sołedar i Lisiczańsk. Ponadto siły rosyjskie, nie mogąc odzyskać utraconych pozycji w północno-wschodnim obwodzie chersońskim, nadal broniły swoich poprzednich pozycji. Według Serhija Hajdaja ukraińska armia broniła swoich pozycji w Siewierodoniecku oraz udało jej się odbić niektóre jego części, odzyskując ok. 20% obszaru miasta; z kolei Rosjanie zajmowali ok. 50%.
Rosyjskie władze okupacyjne rozpoczęły wydawanie rosyjskich paszportów w Chersoniu i Melitopolu, choć nadal napotykały trudności w uzyskaniu pełnej kontroli nad zajętymi terytoriami i zakończeniem ukraińskich działań partyzanckich, natomiast Unia Europejska oświadczyła, że nie uzna żadnych rosyjskich paszportów wydawanych obywatelom Ukrainy w obwodach chersońskim i zaporoskim. Z kolei OSW poinformował, że Rosjanie atakowali pozycje ukraińskie na kierunku Słowiańska od strony Iziumu i Łymanu, jednak zostali powstrzymani. Trwały walki w Siewierodoniecku i na jego południowo-wschodnich obrzeżach. Siły rosyjskie podjęły kolejną próbę zamknięcia zgrupowania ukraińskiego w obwodzie ługańskim wzdłuż granicy z obwodem donieckim oraz próbowały przejąć kontrolę nad drogą Lisiczańsk–Bachmut. Próby przełamania pozycji ukraińskich miały też miejsce na zachód od Doniecka, w północno-wschodniej części obwodu zaporoskiego i na pograniczu obwodów chersońskiego i dniepropetrowskiego. Kontynuowano także ostrzał pozycji ukraińskich na całej linii frontu oraz w obwodach czernihowskim i charkowskim, a także miast Charkowa i Mikołajowa.

### 4 czerwca
ISW podało, że siły ukraińskie przeprowadziły udane lokalne kontrataki w Siewierodoniecku, jednak w bezpośrednich atakach na miasto i szerszych operacjach okrążeniowych Rosjanie powoli zdobywali teren. Siły rosyjskie przeprowadziły serię nieudanych operacji ofensywnych na południowy zachód od Iziumu oraz w regionie Łymanu. Kontynuowali również obronę wcześniej zajmowanych pozycji wokół Charkowa oraz przeprowadzali ataki rakietowe i artyleryjskie na pozycje ukraińskie. Rosyjskie siły lądowe w dalszym ciągu wstrzymywały się od ataków na miejscowości w obwodzie chersońskim i zaporoskim. Ponadto Rosjanie stanęli w obliczu rosnącej aktywności partyzanckiej na południu Ukrainy. Według SG Ukrainy trwały zacięte walki w Donbasie, lecz najcięższe toczyły się o Siewierodonieck oraz Bachmut i Słowiańsk, jednak odparto rosyjskie ataki. W obwodach chersońskim, zaporoskim i mikołajowskim Rosjanie ostrzeliwali pozycje ukraińskie za pomocą artylerii. Sztab podał, że w ciągu 24h w Doniecku i Ługańsku odparto łącznie dziewięć ataków. Ponadto Aleksandr Bogomaz, gubernator rosyjskiego obwodu briańskiego, stwierdził, że siły ukraińskie dokonały nalotu na wioskę Słuczewsk. Z kolei Prezydent Zełenski poinformował, że rosyjska artyleria trafiła w Ławrę Świętogórską, ukraiński klasztor prawosławny z początku XVII wieku we wschodniej Ukrainie, w wyniku czego główny kościół stanął w płomieniach. Rosja zaprzeczyła tym doniesieniom i oskarżyła wojska ukraińskie o podpalenie klasztoru przed wycofaniem się.

### 5 czerwca

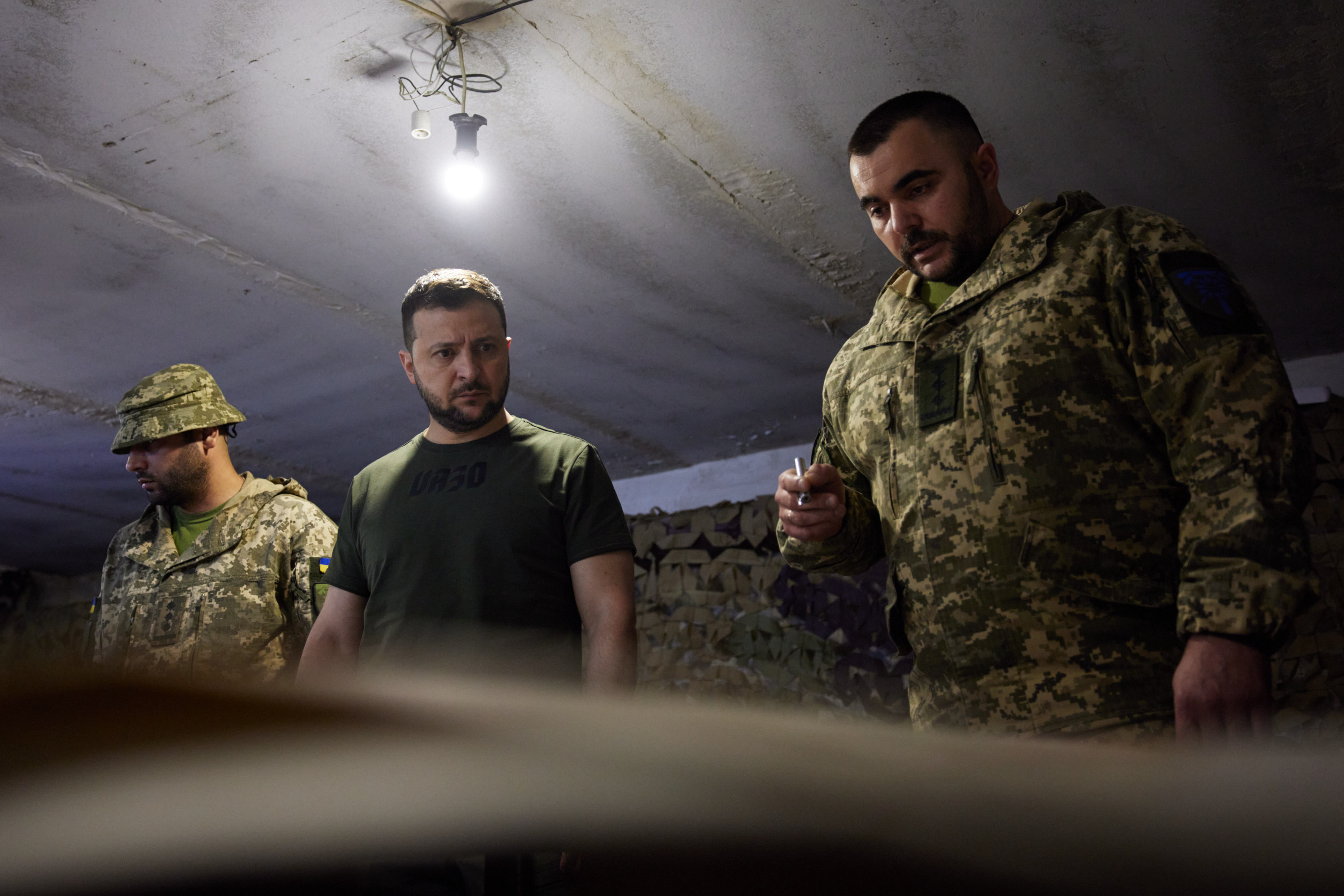
Wizyta prezydenta Ukrainy w obwodzie zaporoskim.

We wczesnych godzinach rannych Rosjanie przeprowadzili ostrzał rakietowy na infrastrukturę wojskową i cywilną w Kijowie, w wyniku czego odnotowano „wiele eksplozji w dzielnicach Darnycki i Dniprowski” we wschodniej części miasta. Według ISW Rosjanie w dalszym ciągu przerzucali żołnierzy i uzbrojenie w kierunku Siewierodoniecka i Lisiczańska. Mimo tego w ciągu ostatnich 48h siły ukraińskie przeprowadziły skuteczne kontrataki w Siewierodoniecku, które odepchnęły siły rosyjskie z powrotem na wschodnie rubieże miasta oraz wypchnęły ich z południowych przedmieść. Ukraińcy przeprowadzili również kontrofensywę na północ od Charkowa, wywierając presję na rosyjskie linie obrony w pobliżu granicy z Rosją. Według ukraińskich źródeł odparto także atak na miasto pod Popasna, przy czym wojska rosyjskie poniosły znaczne straty. Podczas walk we wsi Mykołajiwka koło Popasny zginął generał major Roman Kutuzow, dowódca 1. korpusu armii Donieckiej Republiki Ludowej. Z kolei brytyjskie Ministerstwo Obrony podało, że ukraińskie kontrataki w Siewierodoniecku pozbawiły rosyjskie wojska znacznej części „siły operacyjnej”, którą wcześniej uzyskali dzięki koncentracji jednostek bojowych. Ponadto rosyjskie wojsko częściowo opierało się na oddziałach rezerwowych z obwodu ługańskiego, które były słabo wyposażone i wyszkolone oraz pozbawione ciężkiego sprzętu w porównaniu do zwykłych jednostek. Powodem tego była prawdopodobnie chęć ograniczenia strat regularnych wojsk rosyjskich.

### 6 czerwca
Prezydent Wołodymyr Zełenski powiedział, że ukraińscy żołnierze utrzymują swoje pozycje w Siewierodoniecku, gdzie toczyły się zacięte walki uliczne. Według SG Ukrainy Rosjanie ostrzeliwali pozycje ukraińskie z moździerzy i artylerii. Z kolei rzecznik ministerstwa obrony Ołeksandr Motuzianyk przyznał, że Rosja nie oszczędzała ani żołnierzy, ani sprzętu, aby zdobyć Siewierodonieck. Następnie według własnych oświadczeń rosyjskie wojsko i wspierani przez nich separatyści zajęli miasto Swiatohirśk w obwodzie donieckim. Z kolei armia ukraińska stwierdziła, że okręty rosyjskiej Floty Czarnomorskiej wycofały się ponad 100 km od ukraińskiego wybrzeża Morza Czarnego.
OSW podał, że w weekend doszło do kontrataku w Siewierodoniecku, w wyniku którego wyparto Rosjan z niektórych rejonów i objęto kontrolą blisko połowę obszaru miasta. Z kolei źródła lokalne mówiły o braku działań ofensywnych i ciągłym naporze Rosjan oraz utrzymywanie się sił ukraińskich jedynie w rejonie przemysłowym w zachodniej części Siewierodoniecka. Siły rosyjskie kontynuowały próby zamknięcia zgrupowania ukraińskiego w obwodzie ługańskim wzdłuż granicy z obwodem donieckim oraz przejęcia kontroli nad drogą Lisiczańsk–Bachmut. Zgrupowanie nacierające na Słowiańsk z północy zostało powstrzymywane w rejonie Bohorodyczne–Dolina, Dowheńke, a ze wschodu w rejonie Szczurowe–Staryj Karawan. Zgrupowanie w obwodzie charkowskim podjęło próbę przełamania obrony ukraińskiej na północ od miasta Barwinkowe oraz szturmowało Swiatohirśk na kierunku Łymanu. Siły rosyjskie bezskutecznie atakowały miejscowość Biła Krynycia w obwodzie mikołajowskim na pograniczu z obwodem chersońskim. Rosyjska artyleria kontynuowała ataki na pozycje ukraińskie na całej linii frontu oraz na miasta Charków, Mikołajów, Słowiańsk, Kramatorsk i rejony obwodów czernihowskiego i sumskiego.

### 7 czerwca
Siewierodonieck był głównym miejscem walk na Ukrainie. SG przekazał, że Rosjanie szturmowali miasto, choć strona ukraińska zadawała im straty. Według ukraińskiego gubernatora Serhija Hajdaja, Rosja wysłała dodatkowe wojska na wschodnią Ukrainę w celu zdobycia Siewierodoniecka. Ukraińcy odparli przeciwnika w kilku miejscach w Donbasie na kierunku Bachmutu, w rejonie miejscowości: Nahirne, Berestowe, Krynyczne, Roty. Na innym kierunku wojska rosyjskie kontynuowały ofensywę w kierunku Iziumu i Słowiańska, usiłując przedrzeć się w kierunku miejscowości Dowheńke i Dołyna. W rejonie Charkowa Rosjanie koncentrowali się na utrzymaniu zajętych terenów i rejonów przy granicy, jak również na powstrzymywaniu sił ukraińskich. Wieczorem Prezydent Zełenski stwierdził, że sytuacja na wschodniej Ukrainie nie uległa zmianom, a najbardziej zacięte walki toczyły się w okolicach Siewierodoniecka, Lisiczańska i Popasnej. Według niego Rosjanie nie spodziewali się tak silnego oporu ze strony Ukraińców, w wyniku czego starali się ściągnąć dodatkowe rezerwy w kierunku Donbasu. Także na do obwodu chersońskiego były przerzucane nowe jednostki. Z kolei ISW podało, że siły rosyjskie zaczęły wycofywać się z pozycji w obwodzie zaporoskim na południu Ukrainy. Szef władz obwodu Ołeksandr Staruch podał, że Rosjanie wycofali się z rejonu melitopolskiego i wasylowskiego ok. 45 km na południe od Zaporoża w celu przemieszczenia ich w kierunku Chersonia. Siły rosyjskie kontynuowały operacje ofensywne w kilku miejscach na wschodzie Ukrainy, ale nie poczyniły większych postępów w atakach naziemnych.
Według OSW Rosjanie kontynuowali natarcie na Słowiańsk, jednak zostali powstrzymywani na północny zachód od miasta w rejonie Dowheńke–Dolina. Trwały walki na północny i południowy wschód od Bachmutu, gdzie Ukraińcy starali się nie dopuścić do przejęcia kontroli nad drogą Lisiczańsk–Bachmut. Siły ukraińskie stawiały opór w Siewierodoniecku oraz odparły ataki na południowy wschód od miasta. Rosjanie kontynuowali również działania ofensywne na styku obwodów mikołajowskiego i chersońskiego. Siły rosyjskie prowadziły ostrzał na całej linii frontu oraz rejonów obwodów czernihowskiego i sumskiego. Lotnictwo ukraińskie przeprowadziło ataki na pozycje rosyjskie w obwodach chersońskim i mikołajowskim. Ponadto Rosjanie próbowali odbudować most kolejowy na rzece Oskoł w Kupiańsku, na głównej trasie zaopatrzenia zgrupowania w rejonie Iziumu.

### 8 czerwca
Według brytyjskiego Ministerstwa Obrony Rosjanie kontynuowali ataki na Siewierodonieck, a w ciągu ostatnich dwóch dni wzmocnili swoją ofensywę na południe od Iziumu. Zwiększyli swoją aktywność w regionie w celu wzmocnienia swoich ataków na Siewierodonieck i wejścia głębiej w obwód doniecki. Ponadto siły rosyjskie podjęły próbę przegrupowania swoich oddziałów na wschodzie Ukrainy, jednak ich zdolności nadal były mocno osłabione. Z kolei Ołeksij Arestowycz stwierdził, że SZ Ukrainy znajdowały się ok. 20 km od Chersonia. Natomiast rosyjskie Ministerstwo Obrony poinformowało, że Ukraina straciła ponad 480 żołnierzy w ciągu ostatniej doby. Poinformowano również o rosyjskich atakach rakietowych na fabrykę czołgów w Charkowie oraz kilka stanowisk i posterunków dowodzenia poza Charkowem. W atakach na Charków zginęły dwie osoby, a cztery zostały ranne.
OSW podało, że Ukraińcy powstrzymali rosyjskie ataki na wschód od Słowiańska, na północny i południowy wschód od Bachmutu oraz na południe od Siewierodoniecka. W Siewierodoniecku i na północ od Słowiańska trwały walki. Rosyjska artyleria i lotnictwo kontynuowały ataki na pozycje ukraińskie na całej linii frontu (pod ostrzałem były m.in. Charków i Mikołajów) oraz w obwodach czernihowskim i sumskim. Ukraińska artyleria odparła Rosjan w rejonie miejscowości Nahirne przy drodze Lisiczańsk–Bachmut. Według SG Ukrainy przy północno-wschodniej granicy państwa stacjonowały trzy rosyjskie batalionowe grupy taktyczne. Z kolei minister obrony Siergiej Szojgu podał, że siły rosyjskie zajęły dużą część DRL i ŁRL wzdłuż lewego brzegu Dońca, w tym dzielnice mieszkalne Siewierodoniecka oraz Łyman i Swiatohirśk.

### 9 czerwca

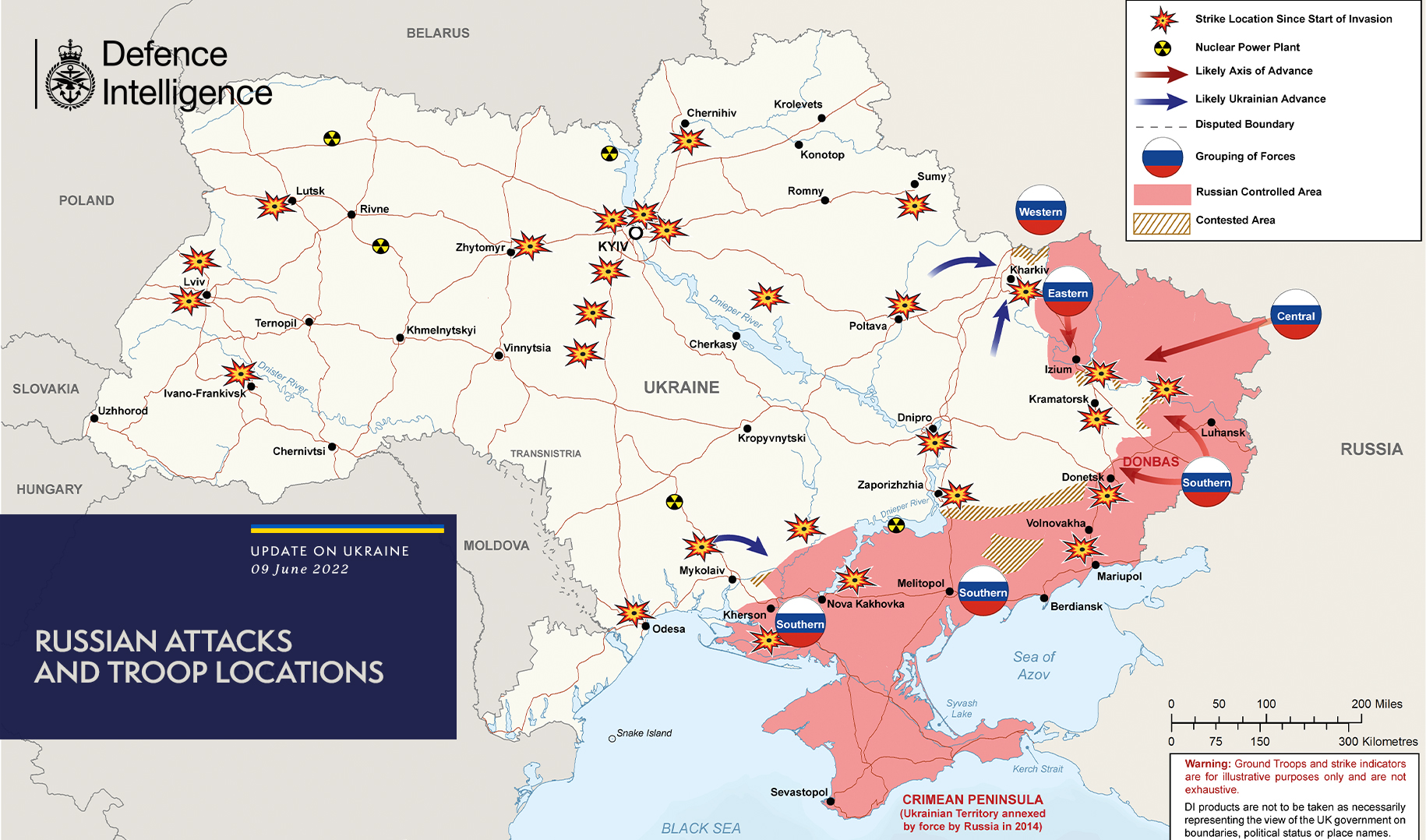
Mapa ataków wojsk rosyjskich i linia frontu - stan na 9 czerwca 2022

Prezydent Wołodymyr Zełenski stwierdził, że nie odnotowano większych zmian na froncie, a sytuacja nadal była ciężka. Zapewnił, że ważne strategicznie miasta, jak Siewierodonieck i Lisiczańsk oraz inne miasta Donbasu, kluczowe dla Rosjan, mogły się skutecznie bronić. Ponadto siły ukraińskie zrobiły postępy w obwodzie charkowskim. Serhij Hajdaj stwierdził, że rosyjscy żołnierze kontrolowali większość miasta Siewierodonieck, a Ukraińcy utrzymywali się w jego części przemysłowej. Według doradcy prezydenta Ukrainy Ołeksija Arestowycza Rosjanie zmienili taktykę w walce o Siewierodonieck. Rosyjskie jednostki wycofywały się z miasta i ostrzeliwały je za pomocą samolotów. Jednak wojska ukraińskie również wycofywały się z miasta, tak że żaden z żołnierzy nie padł ofiarą nalotów. Z kolei dowódca ukraiński wyjaśnił później, że obie walczące strony miały jednostki w mieście, które nadal walczyły. Według mera miasta w mieście zostało ok. 10 tys. cywilów. Z kolei szef obwodu zaporoskiego Ołeksandr Staruch poinformował, że trwało przegrupowanie wojsk rosyjskich w Zaporożu. Według niego Rosjanie dokonywali rotacji żołnierzy i dostarczono im ok. 80 starych czołgów w ciągu ostatniego miesiąca. Dodał również, że obwód nadal wzmacniał obronę w celu zmniejszenia szans Rosjan na powodzenie ewentualnej ofensywy.

### 10 czerwca
Według SG Ukrainy wojska rosyjskie zajęły niektóre miasta ok. 10 km na południowy zachód od węzła transportowego Bachmut i wkrótce będą mogły odciąć szlaki zaopatrzenia do ogarniętego bitwą Siewierodoniecka. Brytyjskie Ministerstwo Obrony podało, że siły rosyjskie w okolicach Siewierodoniecka nie posunęły się na południe miasta. Trwały walki uliczne, w których obie strony ponosiły duże straty. Rosja prowadziła ostrzał z użyciem artylerii i lotnictwa, próbując przytłoczyć ukraińską obronę. Ponadto Rosjanie od kwietnia br. sięgali po nieefektywne systemy uzbrojenia (m.in. pociski Ch-22), ponieważ brakowało im bardziej precyzyjnych, nowoczesnych pocisków, a ukraińska obrona przeciwlotnicza nadal uniemożliwiała samolotom taktycznym przeprowadzanie ataków na znaczną część kraju. Według ISW Rosjanie kontynuowały ataki w Siewierodoniecku, jednak wciąż nie opanowali miasta w całości. Serhij Hajdaj poinformował, że Ukraińcy wciąż kontrolowali strefę przemysłową Azot i drogę Bachmut-Lisiczańsk. Wojska rosyjskie przygotowywały się również do wznowienia ofensywy w kierunku Słowiańska. Osiągnęły niewielkie postępy na północ od miasta, kontynuowali próby przecięcia drogi Bachmut-Lisiczańsk oraz atakowali miejscowości w pobliżu tej drogi.
Wiceszef wywiadu wojskowego Wadym Skibicki stwierdził, że Ukraina przegrywa z Rosją na wielu frontach, a aktualna wojna prowadzona jest w dużej mierze z wykorzystaniem artylerii, której Ukrainie zaczyna brakować. Stwierdził, że rosyjska przewaga w artylerii to ok. 10–15 do jednego, dlatego dostawy zachodniego sprzętu, przede wszystkim artylerii dalekiego zasięgu, to sprawa kluczowa. Sama Ukraina prawie wyczerpała swoje zapasy amunicji artyleryjskiej, zużywając 5000–6000 pocisków dziennie, i jest uzależniona od Zachodu, aby ją uzupełnić. Dodał również, że „zachodni partnerzy” już dostarczyli łącznie 10% własnych zapasów broni i amunicji jako pomocy wojskowej dla Ukrainy. Następnie Ukraina podała, że traci ok. 100–200 żołnierzy dziennie, a Rosja wystrzeliwuje dziennie 60 tys. pocisków i rakiet. Z kolei wywiad ukraiński poinformował, że Rosja wyciągnęła z magazynów czołgi T-62, działka artyleryjskie kal. 152 mm, miny lądowe z lat 50. i inne systemy „MLRS”.
Według OSW siły ukraińskie utrzymywały swoje pozycje w rejonie Siewierodoniecka i nie pozwalały na odcięcie znajdującego się tam zgrupowania od sił w obwodzie donieckim. Rosjanie mieli podchodzić pod Słowiańsk i osiągnęli częściowy sukces, atakując na granicy obwodów donieckiego i ługańskiego, umacniając się w rejonie Komyszuwachy oraz miejscowości Roty i Wozdwyżenka. Rosyjska artyleria kontynuowała ataki na pozycje i zaplecze ukraińskie wzdłuż całej linii frontu oraz w rejonach obwodów czernihowskiego i ługańskiego. Rosyjskie lotnictwo z Białorusi atakowało cele w obwodzie żytomierskim, z kolei ukraińskie samoloty przeprowadziły ataki na pozycje Rosjan w obwodzie chersońskim.

### 11 czerwca
Prezydent Zełenski poinformował, że Ukraina przeprowadziła naloty w południowym regionie okupowanego przez Rosję Chersonia. Szef władz obwodowych Serhij Hajdaj podał, że Rosjanie mieli kontrolę nad większością Siewierodoniecka, a siły ukraińskie „utrzymywały pozycje w dzielnicy przemysłowej i niszczyły armię rosyjską w mieście”. Stwierdził również, że Ukraińcy utrzymywali kontrolę nad kombinatem Azot, w którym schroniło ok. 800 osób, w tym pracowników i mieszkańców. Według doradcy prezydenta Ołeksija Arestowycza od początku rosyjskiej inwazji zginęło ok. 10 tys. żołnierzy ukraińskich. 
Według lokalnych urzędników, pierwsze rosyjskie paszporty zostały wręczone obywatelom obwodów chersońskiego i zaporoskiego. Z kolei ukraiński ekspert wojskowy Ołeh Żdanow stwierdził, że aktywny etap wojny może przedłużyć się do zimy, w wyniku czego istnieje ryzyko zamrożenia konfliktu, a przerwa pozwoli Rosji na zgromadzenie sił na okupowanych obszarach. Według niego termin zakończenia walk będzie można ocenić, gdy Ukraina otrzyma  uzbrojenie z Zachodu w ramach pomocy wojskowej.

### 12 czerwca
Według ISW Rosjanie osiągnęli postępy w przesuwaniu się na południowy wschód od Iziumu, w kierunku Słowiańska. Siły Donieckiej Republiki Ludowej stwierdziły, że zajęły miejscowość Bohorodyczne, ok. 20 km na północny zachód od Słowiańska. Rosjanie próbowali także przesuwać się w stronę miejscowości między Iziumem a Słowiańskiem. Siły rosyjskie kontynuowały ataki na wschód od Bachmutu i na Siewierodonieck oraz wysadziły dwa mosty na rzece Doniec łączące miasto z Lisiczańskiem, w celu przerwania ukraińskich szlaków komunikacyjnych z Bachmutu i Lisiczańska do Siewierodoniecka. Rosjanie nadal nie przejęli pełnej kontroli nad miastem, gdzie siły ukraińskie kontrolowały dzielnicę przemysłową. Według mera Ołeksandra Strjuka wojska ukraińskie kontrolowały ⅓ miasta, które od około dwóch miesięcy było pozbawione prądu i wody. Z kolei Serhij Hajdaj potwierdził, że siły rosyjskie zbombardowały ostatnie połączenia mostowe i drogi do Siewierodoniecka, które nie były pod kontrolą Rosji, w celu odcięcia linii zaopatrzenia ukraińskich sił zbrojnych. Brytyjskie Ministerstwa Obrony stwierdziło, że mimo przerzedzenia rosyjskich brygad, Rosja uzyskała przewagę w pobliżu Siewierodoniecka, ponieważ „wykorzystywała przewagę liczebną i artyleryjską do stopniowego przejmowania terenów miasta i okolic”. Rosyjskie Ministerstwo Obrony podało, że użyto pocisków Kalibr do zniszczenia dużego składu broni zachodniej w obwodzie tarnopolskim.
Według oceny ukraińskich służb specjalnych wojsko rosyjskie szykuje się do dłuższej wojny. ISW podało, że planowanie rosyjskich sił zbrojnych zostało przedłużone o kolejne 120 dni do października 2022 roku, a plany Rosji zależą od sukcesów w Donbasie.

### 13 czerwca
Dowódca sił zbrojnych Ukrainy gen. Wałerij Załużny stwierdził, że front rozciąga się na długości ok. 2450 km, a „aktywne operacje bojowe prowadzone są na 1105 km”. Według Załużnego sytuacja jest szczególnie trudna w Siewierodonecku, gdzie Rosja miała siedem batalionowych grup taktycznych. Według Serhija Hajdaja został zniszczony ostatni z trzech mostów łączących Siewierodonieck z resztą Ukrainy. O pozostawionych w mieście mieszkańcach powiedział: „ekstremalnie trudne warunki”. Siły rosyjskie kontrolowały 80% miasta. Przedstawiciel DRL, Eduard Basurin, stwierdził, że „Dywizje ukraińskie, które są tam [w Siewierodoniecku] zostaną tam na zawsze”. W wyniku ostrzału Doniecka przez Ukraińców zginęło 5 osób, a 22 zostały ranne.
ISW podało, że Rosjanie wypchnęli Ukraińców z centrum Siewierodoniecka i zniszczyły ostatni most łączący miasto z Lisiczańskiem. Władze ukraińskie zaprzeczyły jednak, jakoby ich siły zostały otoczone w mieście. Siły rosyjskie i ukraińskie kontynuowały walkę wokół Dawydiw Brid w obwodzie chersońskim. Rosyjskie ataki mające na celu przecięcie ukraińskich szlaków zaopatrzeniowych w pobliżu Popasny i Bachmutu oraz operacje na południowy wschód od Iziumu i na północ od Słowiańska zakończyły się niepowodzeniem. Ponadto ograniczone ataki rosyjskie na północny wschód od Charkowa, mające na celu wypchnięcie sił ukraińskich, odniosły pewien sukces. Były również doniesienia o postępach Ukraińców na granicy obwodów mikołajowskiego i chersońskiego. Z kolei według OSW w wyniku wysadzenia dwóch i ostrzału trzeciego z mostów na rzece Doniec siły ukraińskie, broniące się w zachodnim Siewierodoniecku, zostały odcięte od reszty zgrupowania. Ukraińcy powstrzymali kolejne próby przełamania pozycji na północny wschód od Bachmutu i przejęcia kontroli nad drogą Bachmut–Lisiczańsk. Walki toczyły się o szereg miejscowości na granicy obwodów donieckiego i ługańskiego. Rosyjska artyleria kontynuowała ostrzał pozycji ukraińskich na linni frontu oraz okolic Charkowa, Mikołajowa, Krzywego Rogu i Zaporoża. Z kolei ukraińska artyleria i lotnictwo atakowały pozycje Rosjan na łączeniu obwodów mikołajowskiego i chersońskiego.

### 14 czerwca
Prezydent Zełenski stwierdził, że w bitwie o Donbas nie było większych zmian, a najcięższe walki toczyły się w Siewierodoniecku, podczas których Ukraina poniosła poważne straty. Trwały również walki w obwodzie charkowskim, gdzie rosyjska armia próbowała umocnić swoje pozycje. Według brytyjskiego Ministerstwa Obrony Rosjanie kontrolowali większość Siewierodoniecka, a Ukraińcy którzy schronili się w bunkrach na terenie zakładów Azot będą prawdopodobnie wiązać siły rosyjskie. ISW podało, że główne walki toczyły się w Siewierodoniecku, a siły rosyjskie szykowały się również do ataku w kierunku Słowiańska oraz przeprowadziły ataki w obwodzie charkowskim, próbując odepchnąć Ukraińców od linii frontu na północny wschód od Charkowa. Według Instytutu Rosja może przyspieszyć przyłączenie okupowanych obszarów bezpośrednio do Rosji. Mer okupowanego Mariupola Petro Andriuszczenko stwierdził, że Rosjanie chcą zaanektować ten obwód już 1 września 2022 roku.
Z kolei OSW podał, że zniszczono ostatni most z Siewierodoniecka do Lisiczańska. Rosjanie kontynuowali działania mające na celu okrążenie sił ukraińskich w obu miastach. W przypadku Siewierodoniecka zostało to osiągnięte, choć lokalne władze informowały o ograniczonych możliwościach przemieszczenia się z rejonu przemysłowego na zachodni Dońca. Trwały walki na południe od Lisiczańska i na kierunku Bachmutu. Siły rosyjskie wznowiły także natarcie na północny wschód od Charkowa. Na łączeniu obwodów charkowskiego i donieckiego Rosjanie umacniali się na zajętych pozycjach i przegrupowywali się przed atakiem na kierunku Słowiańska oraz Siewierska na północ od Bachmutu. Wzdłuż całej linii frontu Rosjanie kontynuowali ostrzał pozycji i zaplecza Ukraińców; najintensywniejsze miały miejsce w okolicach Charkowa i Mikołajowa, na styku obwodów zaporoskiego i dniepropetrowskiego oraz na południe od Krzywego Rogu.

### 15 czerwca
Dowódca Sił Zbrojnych Ukrainy generał Wałerij Załużny podał, że Rosjanie skoncentrowali na północy obwodu ługańskiego główne siły i próbują atakować jednocześnie na dziewięciu kierunkach. Z kolei Michaił Mizincew, szef rosyjskiego Centrum Zarządzania Obroną Narodową, poprosił, aby Ukraińcy przebywający w zakładach Azot w Siewierodoniecku złożyły broń o 8:00 czasu moskiewskiego (5:00 GMT). Dodał, że cywile zostaną wypuszczeni korytarzem humanitarnym. Ponadto siły rosyjskie stwierdziły, że zniszczyły skład amunicji w obwodzie donieckim oraz stację radarową kontroli powietrznej w Lisiczańsku. Podano również, że zabito 300 ukraińskich żołnierzy w wyniku zaciekłych walk. Według brytyjskiego Ministerstwa Obrony wszystkie główne mosty na rzece Doniec, łączące Siewierodonieck z terytorium znajdującym się pod kontrolą ukraińską, zostały najprawdopodobniej zniszczone. Ukraina zdołała wycofać dużą część swoich oddziałów bojowych, które początkowo znajdowały się w mieście. Z kolei w Donbasie Rosjanie operowali w zgrupowaniach nieobsadzonych w pełni, a walki na linii frontu mogły sprowadzać się do małych grup żołnierzy. Według strony ukraińskiej „niektóre rosyjskie batalionowe grupy taktyczne - zwykle liczące od 600 do 800 osób - były w stanie zebrać zaledwie 30 żołnierzy”. 
Natomiast OSW poinformowało, że Rosjanie kontynuowali atak na pozycje ukraińskie w miejscowościach Toszkiwka, Zołote i Wrubiwka w obwodzie ługańskim oraz na północ od Słowiańska. Ukraińcy odparli ataki sił rosyjskich na północny i południowy wschód od Bachmutu oraz na łączeniu obwodów donieckiego, zaporoskiego i dniepropetrowskiego. Rosjanie prowadzili ostrzał pozycji ukraińskich na całym froncie oraz w rejonie Charkowa, Mikołajowa i na południe od Krzywego Rogu. Ostrzeliwane były także tereny obwodów czernihowskiego i sumskiego. Uderzenia rakietowe miały miejsce w obwodach chmielnickim, lwowskim i tarnopolskim.

### 16 czerwca

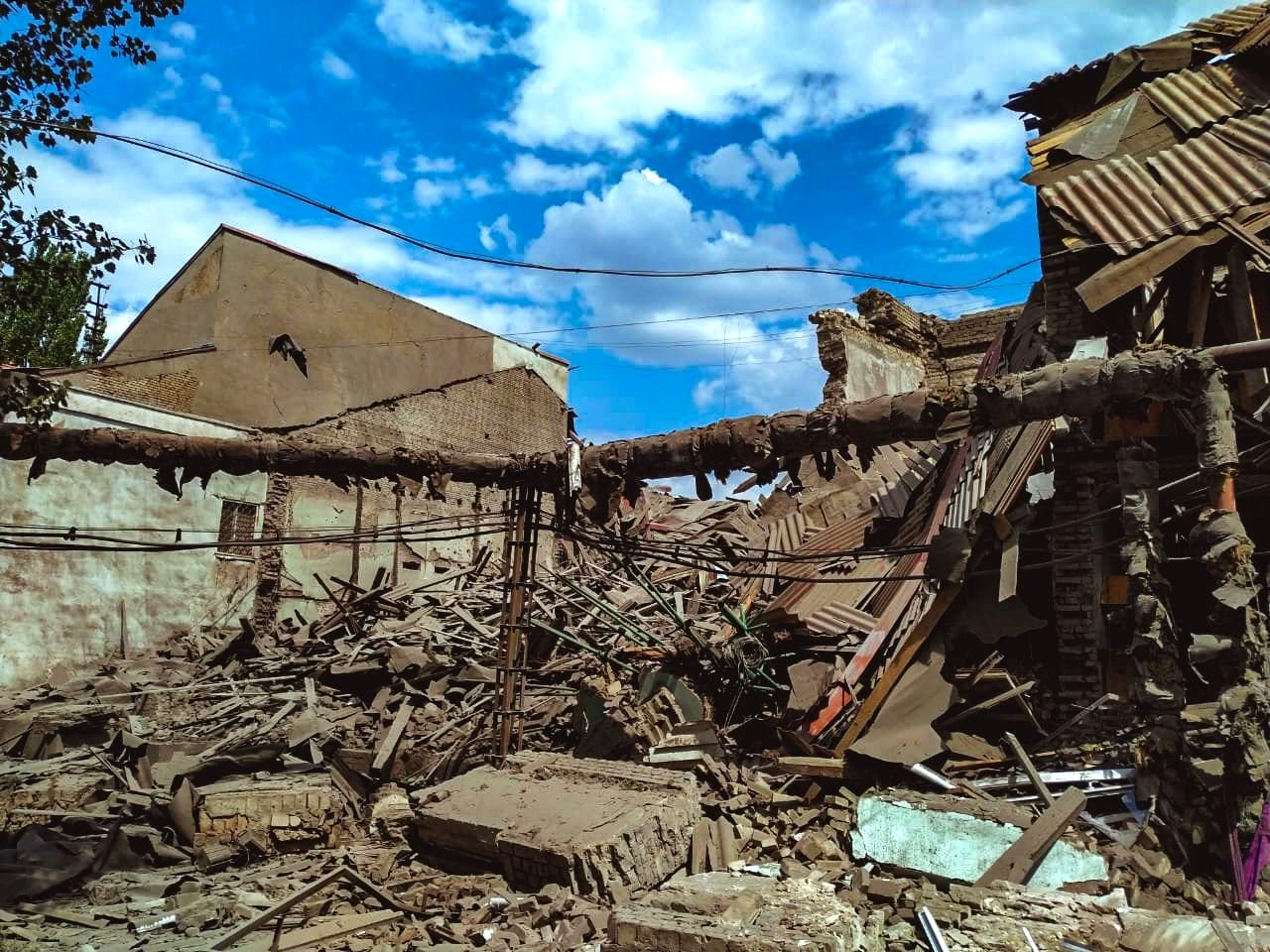
Konsekwencje rosyjskiego nalotu na Lisiczańsk. Dwie osoby zginęły i dwa budynki zostały zniszczone.

Według ISW siły rosyjskie kontynuowały ataki naziemne na Siewierodonieck i osiedla wzdłuż drogi do Lisiczańska oraz przeprowadziły nieudane operacje na północny zachód od Słowiańska. Z kolei Ukraińcy wznowili przygotowania do kontrofensywy na zachód od Iziumu. Dochodziło również do starć na północ i północny wschód od Charkowa, chociaż żadna ze stron nie odnotowała znaczących postępów. Ponadto Rosjanie nadal umacniali swoje pozycje w północno-zachodnim obwodzie chersońskim, prawdopodobnie w oczekiwaniu na ukraińską kontrofensywę. Z kolei Ministerstwo Obrony Wielkiej Brytanii podało, że „w ostatnich 24h siły rosyjskie kontynuowały próby odzyskania impetu na kierunku Popasnej, skąd starają się otoczyć od południa enklawę Siewierodoniecka”. Ponadto kanclerz Niemiec Olaf Scholz, prezydent Francji Emmanuel Macron, premier Włoch Mario Draghi i prezydent Rumunii Klaus Iohannis udali się do Kijowa na rozmowy z prezydentem Ukrainy Wołodymyrem Zełenskim.

### 17 czerwca

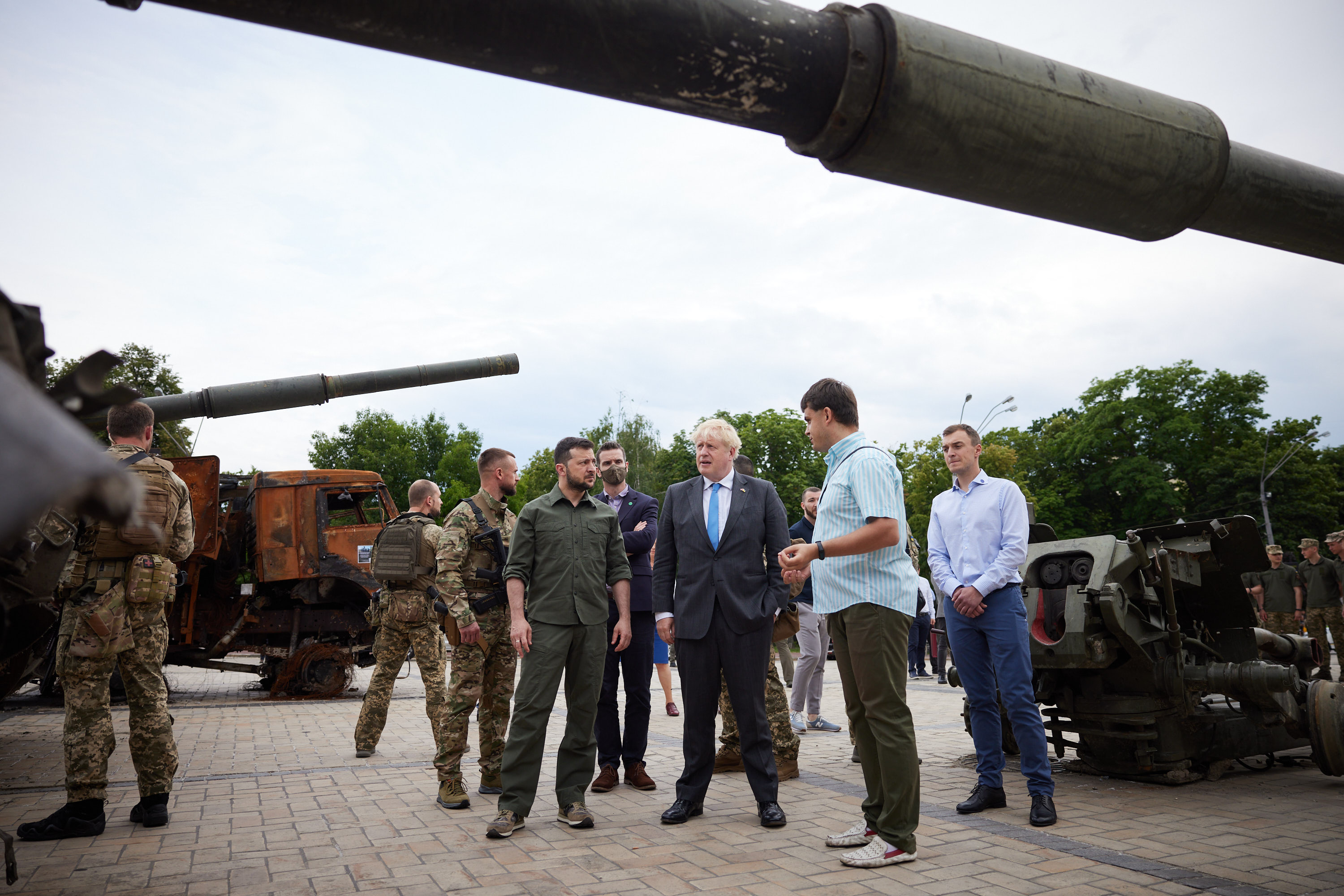
Spotkanie Prezydenta Wołodymyra Zełenskiego i Premiera Wielkiej Brytanii Borisa Johnsona w Kijowie.

SG Ukrainy poinformował, że trwały walki o pełną kontrolę nad Siewierodonieckiem. Rosyjska armia wykorzystywała artylerię i wyrzutnie rakietowe. W okolicach miasta Ukraińcy odparli szturm Rosjan. W obwodzie sumskim siły rosyjskie ostrzelały infrastrukturę cywilną, a lotnictwo przeprowadziło naloty w dwóch miejscowościach w regionie. Na kierunku charkowskim Rosjanie próbowali uniemożliwić Ukraińcom wyjście na granicę państwową i na tyły ich sił, prowadzących działania na kierunku słowiańskim. Siły rosyjskie zostały wyparte z miejscowości Dmytriwka w obwodzie charkowskim. Według brytyjskiego Ministerstwa Obrony „w ciągu ostatnich 48h Rosja wznowiła działania na południe od Iziumu, aby posunąć się dalej w głąb obwodu donieckiego i otoczyć od północy enklawę Siewierodoniecka”. Z kolei ISW podało Rosja przerzucała siły do wsparcia ataków w rejonie Siewierodoniecka-Lisiczańska, jednak Ukraińcy wciąż powstrzymywali rosyjskie ofensywy. Rosjanie skupili na zdobyciu tych miast większość swoich sił kosztem postępów na innych kierunkach i ciężkich strat. Według Instytutu siły rosyjskie prowadziły nieskuteczne ataki w Siewierodoniecku i okolicach, a także próbowali przerwać ukraińskie linie komunikacji z Lisiczańskiem. Z kolei siły ukraińskie podjęły kontrofensywę na północny zachód od Iziumu, aby odciągnąć Rosjan od Słowiańska i zakłócić ich linie zaopatrzenia; osiągnięto przy tym częściowe sukcesy. Ponadto ukraińskie siły lądowe i lotnictwo atakowały rosyjskie umocnienia i punkty logistyczne w miejscowościach na południu kraju. Rosjanie kontynuowali przegrupowanie w obwodzie zaporoskim w celu utrzymania pozycji obronnych na linii frontu.
Admirał Sir Tony Radakin, szef brytyjskiego Sztabu Obrony stwierdził: „Prezydent Putin wykorzystał ok. 25% mocy swojej armii, aby zdobyć niewielką ilość terytorium i mieć 50 tys. zabitych lub rannych. Rosja zawodzi”. Szef logistyki sił lądowych armii ukraińskiej gen. Wołodymyr Karpenko podał, że w wyniku walk ukraińskie jednostki straciły 30–50% ciężkiego sprzętu, w 1300 BWP, 400 czołgów i 700 systemów artyleryjskich. Według OSW kolejny dzień trwały walki o Siewierodonieck i inne kontrolowane przez Ukraińców miejscowości w obwodzie ługańskim, a także o drogę Lisiczańsk–Bachmut. Siły ukraińskie starały się utrzymać pozycje na północ od Słowiańska. Na całej linii frontu Rosjanie kontynuowali ataki artyleryjskie i lotnicze na pozycje i zaplecze armii ukraińskiej, napotykając na ograniczone kontrakcje na łączeniu obwodów mikołajowskiego i chersońskiego. Rosjanie prowadzili ostrzał przygranicznych obszarów obwodów czernihowskiego i sumskiego. Ponadto zastępca szefa Głównego Zarządu Operacyjnego SG Ukrainy gen. Ołeksij Hromow podał, że do tej pory Rosja zaangażowała w wojnie ok. 330 tys. personelu wojskowego, przy czym całkowita liczebność wykorzystywanego zgrupowania miała wynosić do 220 tys. żołnierzy i marynarzy. 

### 18 czerwca
SG Ukrainy podał, że odparto atak sił rosyjskich na dwóch kierunkach w obwodzie ługańskim: Orichowe–Zołote i Perwomajsk–Zołote oraz zmuszono Rosjan do wycofania się w rejonie Toszkiwki. Wojska rosyjskie prowadziły szturm na kierunku Orichowe-Hirske. Ponadto zostały ostrzelane sąsiadujące z Siewierodonieckiem miasto Lisiczańsk oraz miejscowości: Boriwske, Biła Hora i Ustyniwka. Rosjanie atakowali również w kierunku obwodu mikołajowskiego z terytorium obwodu chersońskiego; siły ukraińskie zostały ostrzelane z artylerii lufowej i rakietowej w rejonach miejscowości: Prawdyne, Posad-Pokrowske i Błahodatne. Według Ministerstwa Obrony Wielkiej Brytanii w ostatnich dniach Rosja i Ukraina kontynuowały ciężkie bombardowania artyleryjskie na osiach na północ, wschód i południe od Siewierodoniecka, jednak na linii frontu niezaszły znaczące zmiany. Natomiast ISW poinformowało, że siły rosyjskie poczyniły niewielkie postępy na obrzeżach Siewierodoniecka i prawdopodobnie dotarły do Metolkine. Rosjanie prawdopodobnie będą w stanie w najbliższych tygodniach zająć Siewierodonieck, jednak odbędzie się to kosztem skoncentrowania większości sił na niewielkim obszarze. Inne operacje na wschodzie kraju, takie jak próby zajęcia Słowiańska i przesunięcia się na wschód od Bachmutu, odnotowały niewielkie postępy w ciągu dwóch tygodni. W obwodzie charkowskim celem wojsk rosyjskich było odepchnięcie Ukraińców w celu uniemożliwienia im ostrzału artyleryjskiego połączeń kolejowych, które Rosja wykorzystywała do zaopatrywania wojsk prowadzących operację zajęcia Słowiańska. Na południu Rosjanie nie podejmowali działań bojowych i znajdowali się pod naciskiem partyzantów na okupowanych obszarach. Z kolei Walentyn Reznichenko, szef administracji Nowomoskowska, srwierdził, że trzy rosyjskie rakiety zniszczyły magazyn paliwa we wschodniej Ukrainie.

### 19 czerwca

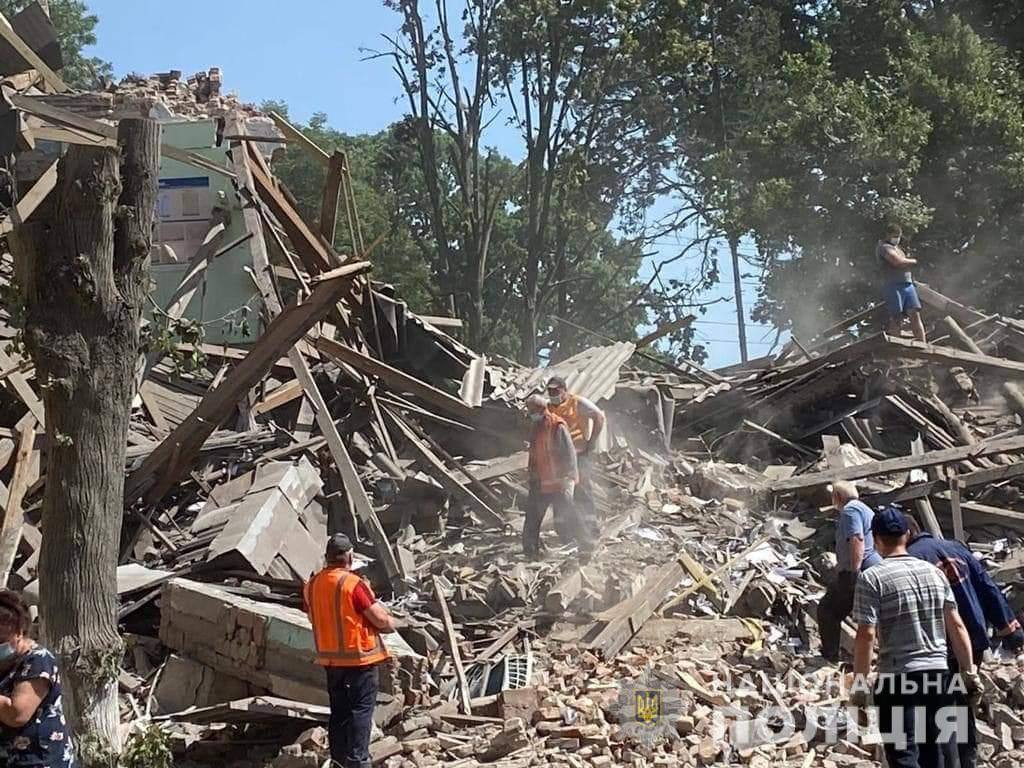
Liceum Zawodowe Transportu Kolejowego w Lubotyniu po nalotach rosyjskich rakiet.

SG Ukrainy poinformował, że na kierunku Charkowa Rosjanie ostrzeliwali pozycje ukraińskie oraz bezskutecznie prowadzili rozpoznanie walką w okolicach Rubiżnego. Na kierunku Słowiańska wojska rosyjskie nie prowadziły działań bojowych, lecz gromadzili zasoby w celu prowadzenia dalszej ofensywy w tym kierunku. Siły rosyjskie dokonały także szturmu w celu ustanowienia pełnej kontroli nad Siewierodonieckiem, jednak mimo ciężkich walk nie odnotowali sukcesów. Na kierunku bachmuckim siły rosyjskie prowadziły naloty i ostrzały rakietowe. W okolicach miejscowości Berestowe siły ukraińskie odparły atak Rosjan. Później Sztab podał, że w obwodach donieckim i ługańskim, gdzie toczyły się najcięższe walki, wojska rosyjskie intensywnie używały lotnictwa. Główne wysiłki Rosjanie koncentrowały się na kierunkach siewierodonieckim i bachmuckim. Na całej linii frontu Rosjanie prowadzili ostrzał z artylerii i wyrzutni rakietowych; najintensywniejszy miał miejsce w rejonie Bachmutu. Według ISW skoncentrowany ostrzał artyleryjski i osłabiona piechota wojsk rosyjskich była nie wystarczająca, aby osiągnąć postępy w Siewierodoniecku. Rosjanie kontynuowali przygotowania do natarcia na Słowiańsk od południowego wschodu od Iziumu i na zachód od Łymanu. Koncentrowali się również na wzmocnieniu pozycji na południu ze względu na niedawne ukraińskie kontrataki na granicy obwodu chersońsko–mikołajowskiego. Ponadto udane kontrataki Ukraińców w rejonie Zaporoża zmusiły siły rosyjskie do wysłania posiłków na ten odcinek frontu. Z kolei Serhij Hajdaj, szef obwodu ługańskiego podał, że wojska rosyjskie wywiozły z magazynów w tym regionie 15 tys. ton słonecznika i 10 tys. ton zboża.

### 20 czerwca

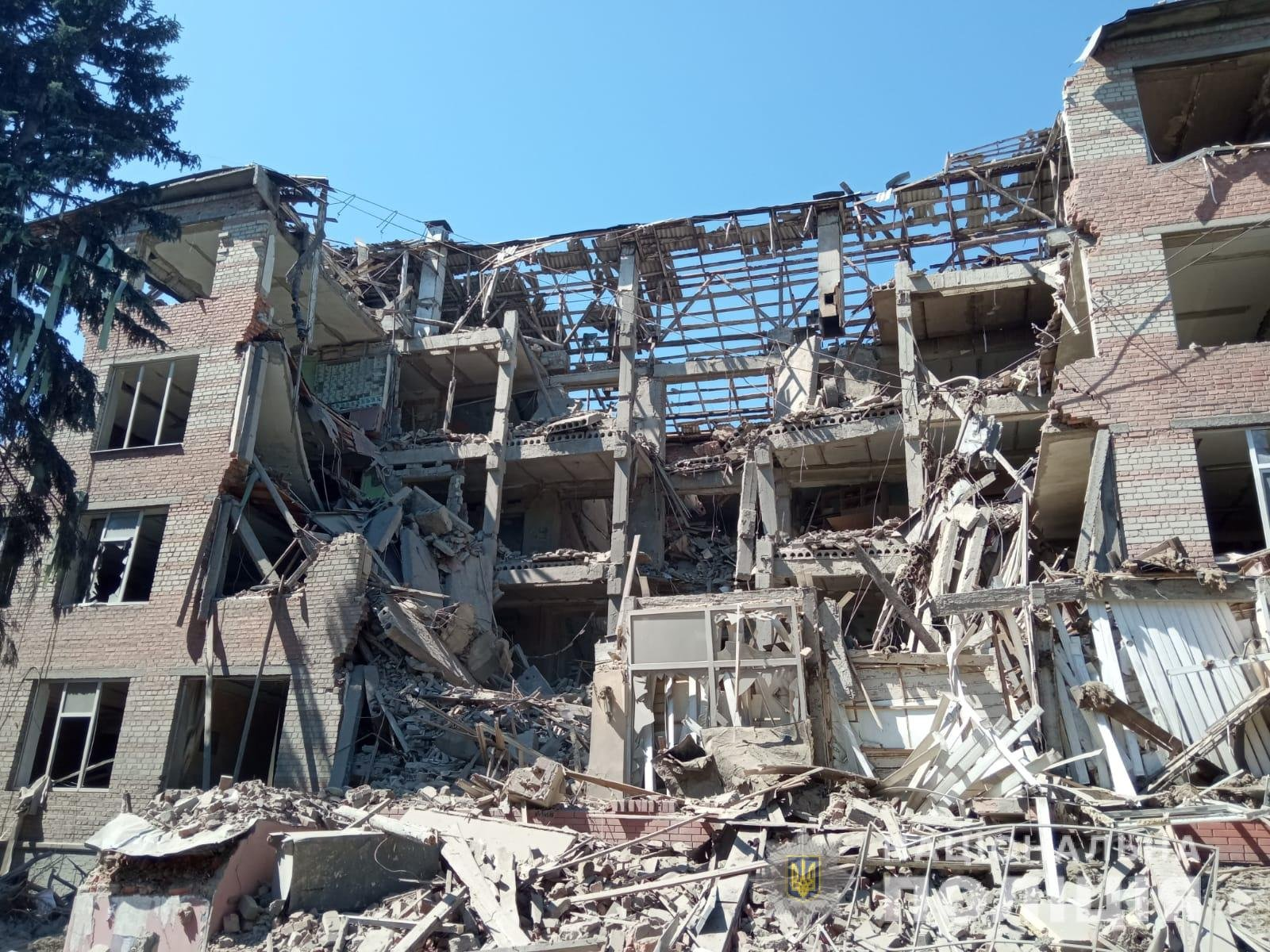
Wyższa Szkoła Mieszkaniowa i Komunalna Charkowskiego Narodowego Uniwersytetu Gospodarki Miejskiej po uderzeniu rosyjskiej rakiety.

Sztab Generalny Ukrainy podał, że w rejonie Charkowa działania Rosjan skupiały się na utrzymaniu kontrolowanego obszaru i uniemożliwieniu Ukraińcom wyjście na tyły wojsk rosyjskich działających na kierunku słowiańskim. Ponadto siły ukraińskie powstrzymały rosyjskie natarcie w rejonie miejscowości Bohorodyczne i Dolina. W rejonie Kramatorska Rosjanie nie podejmowali działań zaczepnych, lecz ograniczyli się do ostrzału pozycji ukraińskich. W rejonie Siewierodoniecka miał miejsce ostrzał ukraińskich jednostek. Rosjanie przeprowadzili również naloty w rejonie miejscowości Ustyniwka, Hirśke i Lisiczańsk. W rejonie Bachmutu Rosjanie przeprowadzali działania ofensywne i ostrzeliwali infrastrukturę cywilną. Według ISW szef obwodu ługańskiego Serhij Hajdaj potwierdził, że Rosjanie kontrolowali cały Siewierodonieck z wyjątkiem strefy przemysłowej (zakłady Azot), gdzie trwały ciężkie walki. Źródła ukraińskie stwierdziły, że Rosja prawdopodobnie będzie kontynuować wysiłki w celu oczyszczenia zakładów Azot i zakończenia okrążenia na południe od Siewierodoniecka i Lisiczańska. Ponadto siły rosyjskie zintensyfikowały operacje mające na celu odcięcie ukraińskich szlaków zaopatrzeniowych wzdłuż drogi Bachmut-Lisiczańsk oraz koncentrowały się na odpieraniu kolejnych ukraińskich ataków na północ od Charkowa w kierunku granicy ukraińsko-rosyjskiej. Rosjanie kontynuowali również działania obronne na południu Ukrainy. Z kolei działania partyzantów ukraińskich nadal utrudniały rosyjskim władzom rosyjskim okupacyjnym zacieśnianie kontroli nad zajętymi terytoriami. Serhij Haidai potwierdził także, że siły rosyjskie zdobyły miejscowość Metiołkine na wschodnich obrzeżach Siewierodoniecka. Z kolei brytyjskie Ministerstwo Obrony podało, że rosyjskie operacje lądowe i powietrzne koncentrowały się w weekend na centralnym sektorze Donbasu. 
Według OSW Rosjanie wyparli siły ukraińskie z Metiołkine na obrzeżach Siewierodoniecka i osiągnęły postęp w Toszkiwce, co groziło okrążeniem zgrupowania ukraińskiego w rejonie Hirśke–Zołote. Siły ukraińskie odparły szturm na Zołote od wschodu i południa, jak również wzdłuż granicy obwodów donieckiego i ługańskiego. Powstrzymali także Rosjan w rejonie Krasnopilli na północ od Słowiańska i Rubiżne. Na łączeniu obwodu chersońskiego z mikołajowskim i dniepropetrowskim oraz w obwodzie zaporoskim Rosjanie nie prowadzili działań ofensywnych, jednak umacniali swoje pozycje. Z kolei artyleria Rosjan kontynuowała ataki na pozycje ukraińskie wzdłuż całej linii frontu. Poza Donbasem głównymi celami były Charków i Mikołajów, rejony obwodu dniepropetrowskiego oraz na południowy wschód od Zaporoża. Ukraińcy odpowiedzieli ograniczonymi kontratakami w obwodzie donieckim i na pograniczu obwodów mikołajowskiego i chersońskiego, gdzie pozycje rosyjskie były atakowane przez lotnictwo. Pod ostrzałem były również obszary obwodów sumskiego i czernihowskiego. Z kolei celem ataków rakietowych Rosjan była infrastruktura w obwodach dniepropetrowskim, połtawskim, kijowskim, mikołajowskim i odeskim.

### 21 czerwca

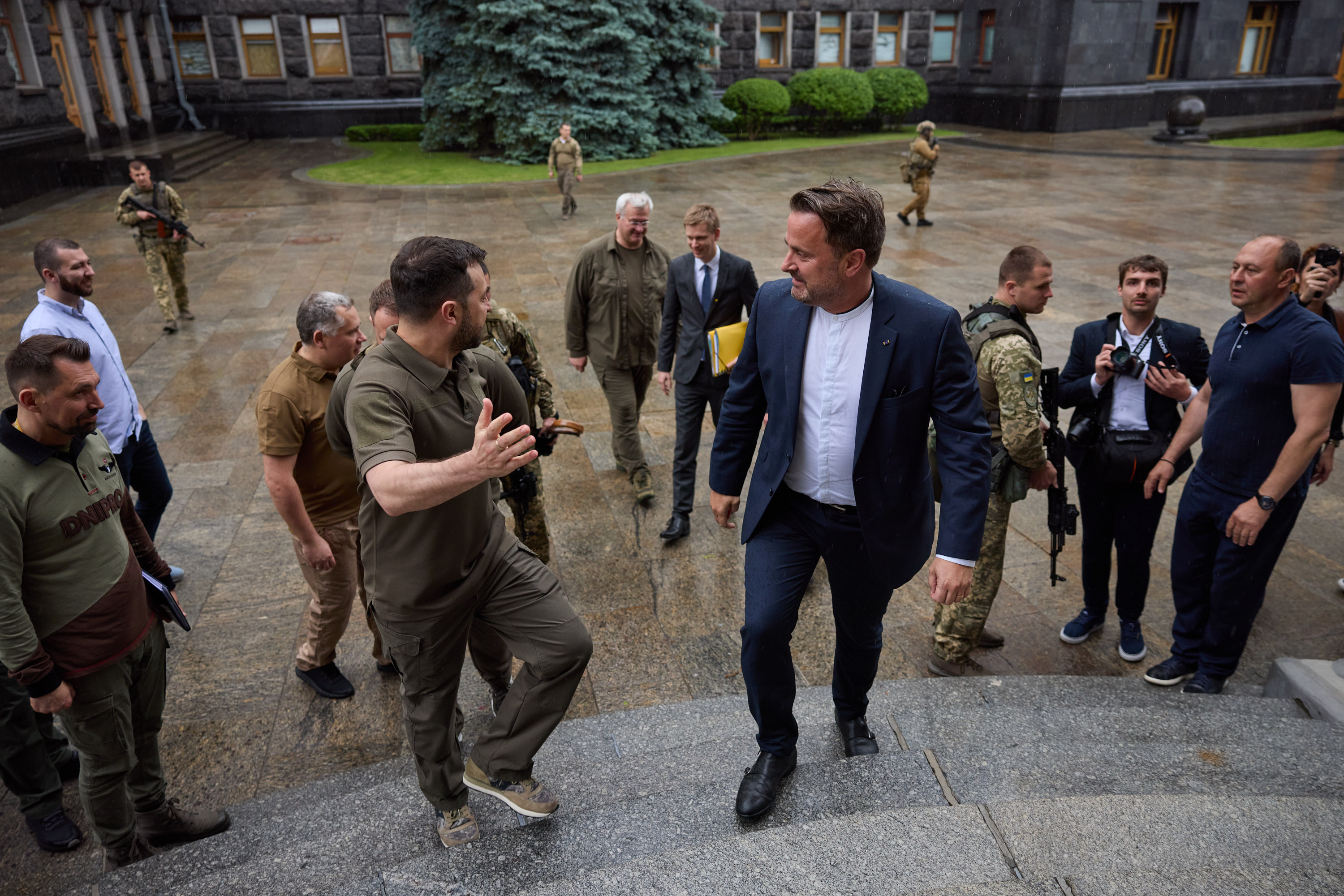
Spotkanie Prezydenta Zełenskiego i Premiera Luksemburga Xaviera Bettela w Kijowie.

SG Ukrainy podał, że wojska rosyjskie kontynuowały ataki rakietowe na infrastrukturę wojskową i cywilną na Ukrainie. Na kierunku charkowskim Rosjanie prowadzili działania rozpoznawcze w celu lokalizacji wojsk ukraińskich i prowadziły „intensywny ostrzał artyleryjski pozycji ukraińskich”. Na kierunku Słowiańska siły rosyjskie prowadziły regularny ostrzał, aby stworzyć dogodne warunki do wznowienia ataku na to miasto oraz przeprowadzały operacje szturmowe. Na kierunku donieckim Rosjanie koncentrowali wysiłki na miastach Siewierodonieck i Bachmut w celu dotarcia do granic obwodu ługańskiego. Rosja przejęła kontrolę nad Toszkiwką. Według brytyjskiego Ministerstwa Obrony Rosja kontynuowała ciężki ostrzał w Donbasie i dążyła do okrążenia rejonu Siewierodoniecka przez Izium na północy i Popasną od południa. Ponadto Rosjanie przygotowywali się do próby wysłania dużej liczby jednostek rezerwowych do tego regionu. Podano również, że milicja DRL podczas walk w Donbasie ucierpiała w 55%. Według danych donieckiego urzędnika zginęło ok. 2128 wojskowych, a 8897 zostało rannych; zginęło także 654 cywilów. Gubernator Ołeh Synjehubow poinformował, że w wyniku rosyjskich ataków w obwodzie charkowskim zginęło 15 osób, a 16 zostało rannych.
ISW podało, że siły rosyjskie przeprowadziły kilka skutecznych podejść w kierunku miejscowości położonych na południowy wschód od Siewierodoniecka i starały się zaatakować Lisiczańsk od południa w celu uniknięcia trudności związanych z forsowaniem rzeki Doniec, oddzielającej oba miasta. Rosjanie kontynuowali ataki na wsie wzdłuż autostrady Lisiczańsk–Bachmut, aby przerwać ukraińskie linie komunikacyjne. Z kolei rosyjskie ataki na osi Izium–Słowiańsk były coraz bardziej utrudnione, ponieważ Rosjanie potraktowali priorytetowo operacje w rejonie Siewierodoniecka. Siły rosyjskie odbiły z rąk Ukraińców wschodni brzeg rzeki Ingulec na granicy obwodu chersońsko–mikołajowskiego. Ponadto na zajętych obszarach rosyjska administracja nadal miała problemy z werbowaniem kolaborantów i musiała w dużej mierze polegać na urzędnikach rosyjskich, próbując skonsolidować swoją władzę. Według OSW trwały walki o zakłady Azot w Siewierodoniecku. Ukraińcy odpierali ataki na południu miasta, po obu stronach trasy łączącej Hirśke z Lisiczańskiem, na południowy wschód od Bachmutu i na północ od Słowiańska. Rosjanie wznowili również działania zaczepne na zachód od Doniecka i na południowy wschód od Charkowa. Z kolei artyleria i lotnictwo kontynuowały ataki na pozycje ukraińskie wzdłuż linii frontu; celem był Donbas, Charków, Mikołajów i rejon miasta Zełenodolśk. Natomiast celem ataków rakietowych był Oczaków, Odessa i Białogród nad Dniestrem. 
Rosja skrytykowała zakaz tranzytu kolejowego przez Litwę niektórych towarów do Królewca jako bezprecedensowy i nielegalny. Rzecznik Urzędu Prezydenta Dmitrij Pieskow stwierdził, że jego kraj odpowie na to w najbliższych dniach. Rząd litewski bronił ograniczeń w ruchu kolejowym między Rosją a Królewcem nad Morzem Bałtyckiem, twierdząc, że nie jest to decyzja krajowa, lecz wdrożenie sankcji UE.

### 22 czerwca
Według Sztabu Ukrainy Rosjanie próbowali zbliżyć się do Bachmutu, a w Siewierodoniecku nadal dążyli do przejęcia kontroli nad miastem. Ukraińcy odparli szturm w rejonie Nowobachmutiwki w obwodzie donieckim i zmusili Rosjan do wycofania się. W Donbasie wojska rosyjskie zwiększyły intensywność nalotów. Później SG podał, że w rejonie charkowskim Rosjanie skupiali się na powstrzymaniu Ukraińców przed wyjściem na tyły zgrupowania, które prowadziło ofensywę w kierunku Słowiańska. W rejonie Siewierodoniecka Rosjanie przejęli miejscowości Raj-Ołeksandriwka i Łoskutiwka. Prowadzili także atak mający na celu zdobycie miejscowości Syrotyne. W rejonie Buhu siły rosyjskie skupiały się na powstrzymywaniu Ukraińców przed kontrofensywą w obwodach chersońskim i mikołajowskim. Serhij Hajdaj stwierdził, że siły rosyjskie ściągały rezerwy do Siewierodoniecka, a także na kierunek Toszkiwka-Zołote, gdzie trwały walki. Ministerstwo Obrony Wielkiej Brytanii poinformowało, że od 19 czerwca Rosjanie posunęli się ok. 5 km w kierunku południowego podejścia do Lisiczańska. Niektóre z jednostek ukraińskich zostały wycofane w celu uniknięcia okrążenia. Rosyjskie siły wywierały coraz większą presję na enklawę Lisiczańsk–Siewierodonieck i posuwały się do przodu po obszarach zabudowanych, jednak działania mające na celu zajęcie pozostałej części obwodu donieckiego stanęły w martwym punkcie.
Z kolei ISW podało, że siły rosyjskie robiły postępy na południe od Lisiczańska i prawdopodobnie dotrą do niego w najbliższych dniach oraz kontynuowały działania w kierunku Słowiańska i poczyniły niewielkie postępy. Rosjanie zintensyfikowali także starania o zablokowanie ukraińskich linii komunikacyjnych wzdłuż autostrady Bachmut–Lisiczańsk, aby wesprzeć swoje operacje na kierunku Lisiczańska. Ponadto siły rosyjskie skoncentrowały się na obronie wzdłuż południowego frontu. Natomiast według OSW siły rosyjskie zajęły Pidlisne, Myrna Dołyna i Ustyniwka na południe od Lisiczańska, odcinając od reszty sił ukraińskich zgrupowanie w rejonie Hirśke–Zołote. Trwały walki o Hirśke i Biłą Horę oraz o zakłady Azot w Siewierodoniecku. Ukraińcy powstrzymali ataki Rosjan na południowych i zachodnich obrzeżach Zołotego, a także na południowy wschód od Bachmutu. Rosyjska artyleria operowała na całej linii frontu, atakując pozycje ukraińskie w obwodach charkowskim, donieckim, zaporoskim, mikołajowskim i dniepropetrowskim. Ostrzeliwane były także obszary obwodów czernihowskiego i sumskiego.

### 23 czerwca

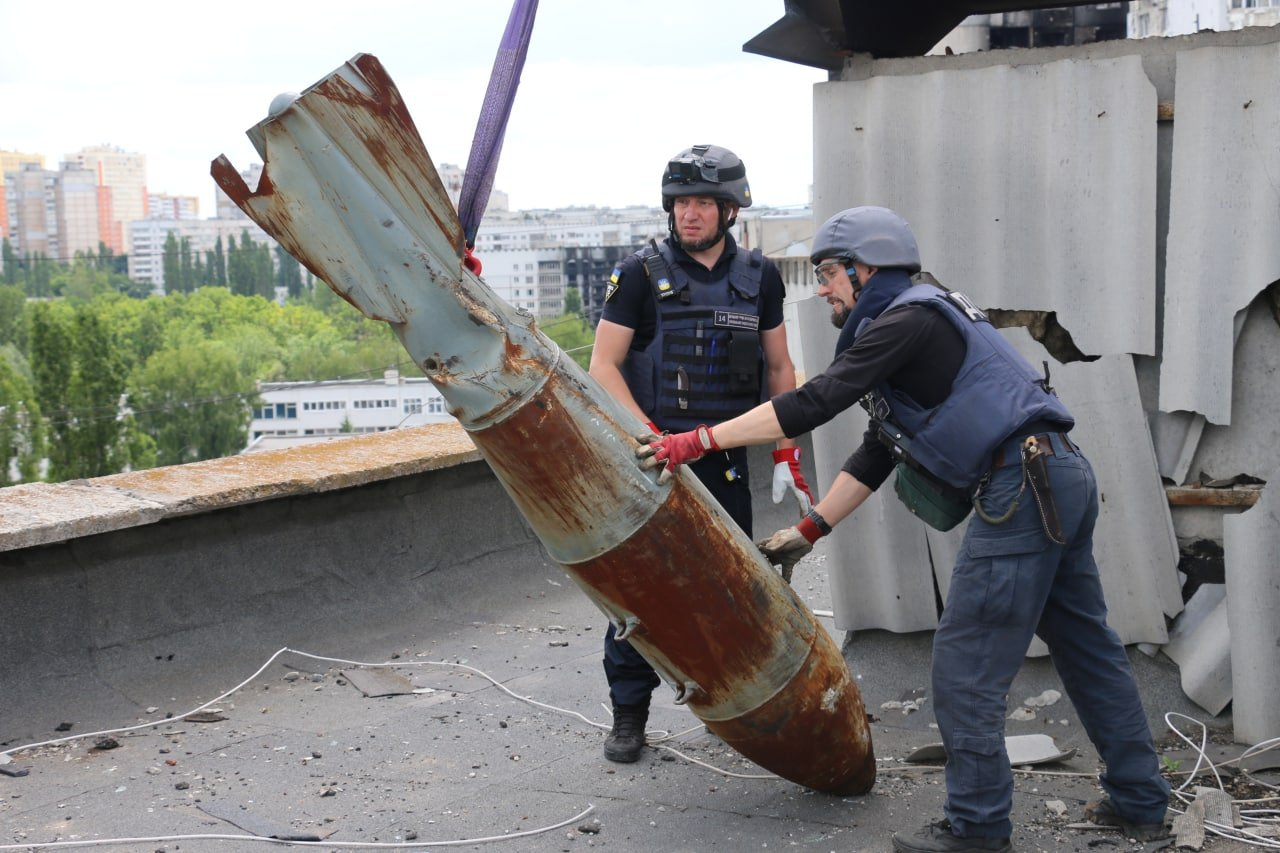
Usuwanie niewybuchu rosyjskiej bomby FAB-500, która przebiła dach 9-piętrowego domu w Charkowie.

Według SG Ukrainy powstrzymano siły rosyjskie na południowych obrzeżach Lisiczańska i zmuszono je do wycofania się. Ukraińcy odparli również rosyjski atak w pobliżu Boriwske, położonego na południowy wschód od Lisiczańska. Rosjanie atakowali także w Siewierodoniecku i w okolicach Syrotynego, Woronowego i Myrnej Dołyny. Potwierdzono zdobycie Raj-Ołeksandriwki i Łoskutiwki. Siły rosyjskie próbowały także zająć Hirśke oraz podejmowali działania bojowe na kierunku bachmuckim. Trwały również walki na południu regionu donieckiego, nieopodal Wuhłedaru i Pawliwki. Powstrzymano próbę rosyjskiego ataku w kierunku Marjinki oraz szturm pod Bohorodycznem i Dołyną w okolicach Słowiańska. Pod ostrzałem znalazły się przygraniczne miejscowości w obwodzie sumskim i charkowskim. Inne źródła podawały, że siły rosyjskie otoczyły wojska ukraińskie w osadach Zołote i Hirśke.
ISW poinformowało, że Rosjanie prawdopodobnie dotarli do przedmieść Lisiczańska i wzmacniali swoje zgrupowanie wokół Siewierodoniecka, aby dokończyć zajęcie obu miast. Jednak jest mało prawdopodobne, aby te zdobycze zapewniły siłom rosyjskim decydującą przewagę w dalszych operacjach na Ukrainie. Według Instytutu siły rosyjskie osiągnęły znaczne postępy w rejonie Siewierodonieck–Lisiczańsk w ciągu ostatnich kilku dni, jednakże Ukraińcy zasadniczo osiągnęli swój cel, spowalniając i degradując siły rosyjskie. Rosjanie kontynuowali także starania o okrążenie zgrupowania w Hirśke i Zołote oraz zamierzali przejąć kontrolę nad tymi osadami. Ponadto siły rosyjskie prawdopodobnie zablokowały ukraińskie linie komunikacyjne wzdłuż drogi Bachmut–Lisiczańsk i wykorzystywały ostatnie zdobycze w tamtym rejonie do ataków na Lisiczańsk. Rosjanie gromadzili sprzęt i kontynuowali budowanie umocnień na odcinku południowym. Według OSW Rosjanie kontynuowali atak na południowy zachód od Lisiczańska, szturmując Wowczojariwkę. Po zajęciu Łoskutiwki i Raj-Ołeksandriwki w okrążeniu znalazły się siły ukraińskie w rejonie Hirśke–Zołote. Trwały walki o wzniesienia w pobliżu Berestowe, a także wieś Syrotyne na południu Siewierodoniecka. Ukraińcy odparli atak w rejonie Nowobachmutiwki, powstrzymując próbę rozwinięcia uderzenia na Słowiańsk i Kramatorsk od południa. Ponadto siły ukraińskie kontratakowały w rejonie chersońskim, odnosząc niewielkie sukcesy.

### 24 czerwca

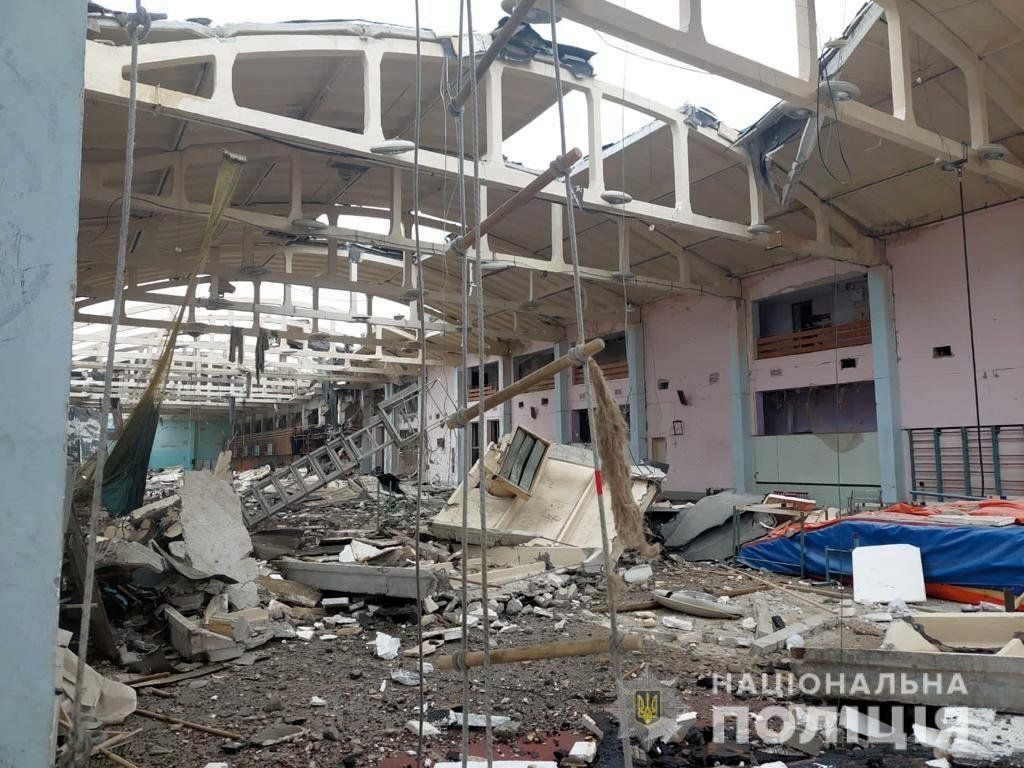
Kompleks sportowy Charkowskiego Instytutu Politechnicznego po uderzeniu rosyjskiej rakiety.

Sztab Ukrainy podał, że odparto rosyjski atak pod Lisiczańskiem, a siły przeciwnika wspierane przez artylerię rozpoczęły ofensywę we Wowczojariwce. Na kierunku siewierodonieckim Rosjanie przeprowadzili ostrzały w okolicach Lisiczańska, Siewierodoniecka, Łoskutiwki i Spirnego. Na kierunku bachmuckim z kolei ostrzelano okolice Biłohoriwki, Jakowliwki i Majorskego. Ponadto Rosjanie zajęli Mykołajiwkę. W obwodzie chersońskim siły rosyjskie w wyniku ofensywy sił ukraińskich opuściły swoje pozycje obronne i wycofały się do wsi Ołhyne. W późniejszym czasie SG przekazał, że na kierunku siewierodonieckim Rosjanie ostrzelali okolice Lisiczańska, Spirnego i Wowczojariwki oraz próbowali zablokować Lisiczańsk od południa. Siły ukraińskie powstrzymały łącznie trzy ataki, w tym jeden na kierunku bachmuckim. Z kolei na zajętych terytoriach Ukrainy nasilił się ruch partyzancki. 
Według brytyjskiego Ministerstwa Obrony od początku czerwca doszło do zmian w naczelnym dowództwie armii rosyjskiej. Usunięto ze stanowiska m.in. dowódcę sił powietrznodesantowych generała pułkownika Andrieja Sierdiukowa i dowódcę Południowego Okręgu Wojskowego generała Aleksandra Dwornikowa. Dowództwo armii południowej zostanie prawdopodobnie przekazane generałowi pułkownikowi Siergiejowi Surowikinowi.
ISW podało, że Ukraińcy toczyli ostatnie walki w strefie przemysłowej Siewierodoniecka. Następnie ukraińscy urzędnicy zarządzili kontrolowane wycofanie wojsk z miasta. Szef obwodu ługańskiego Serhij Hajdaj stwierdził, że żołnierze wycofują się na „nowe, bardziej umocnione pozycje”, aby „skutecznie walczyć i zadawać straty wrogowi”. Siły rosyjskie kontynuowały ataki na północ do Lisiczańska oraz przeprowadziły nieudane operacje na zachód od Iziumu i na północ od Słowiańska. Z kolei siły ukraińskie kontynuowały kontrofensywę wzdłuż granicy obwodu chersońsko-dnipropietrowskiego i zagroziły Rosjanom w Chersoniu. Według OSW Ukraińcy rozpoczęli nocą wycofywanie się z Siewierodoniecka, przeprawiając się przez rzekę Doniec do Lisiczańska. Siły ukraińskie odparły ataki na Boriwśke na południe od Siewierodoniecka i na południowych obrzeżach Lisiczańska. Rosjanie prawdopodobnie wkroczyli do okrążonych miejscowości Hirśke i Zołote. Ukraińcy powstrzymali również ataki na obrzeżach Bachmutu, na północ od Słowiańska i na Marjinkę. Siły rosyjskie prowadziły ostrzał pozycji ukraińskich na całej linii frontu, Charkowa i okolicznych miejscowości, rejonów na południe od Krzywego Rogu, jak również obwodów mikołajowskiego, chersońskiego, czernihowskiego i sumskiego. Z kolei w obwodzie charkowskim i w Donbasie ukraińska artyleria i lotnictwo zaatakowały wojska rosyjskie.

### 25 czerwca
Według Sztabu Generalnego Ukrainy wojska rosyjskie umocniły się w okolicach Siewierodoniecka i miejscowościach Syrotyne, Woronowe i Boriwśke w obwodzie ługańskim po wycofaniu się stamtąd sił ukraińskich. Z kolei Ołeksij Arestowycz, doradca prezydenta Zełenskiego stwierdził, że w Siewierodoniecku nadal znajdowały się ukraińskie siły specjalne, kierujące ostrzałem artyleryjskim. Później SG podał, że Rosjanie koncentrowali wysiłki na otoczeniu wojsk ukraińskich w okolicach Lisiczańska oraz ostrzelali m.in. Wowczoriwkę, Łoskutiwkę, Biłą Horę na zachód od miasta. Na kierunku siewierskim ostrzelano z artylerii pozycje ukraińskie w obwodzie sumskim i czernihowskim. Na kierunku słowiańskim siły rosyjskie atakowały wsie Dowheńke i Mazaniwka oraz ostrzelały z artylerii i wyrzutni rakietowych kilkanaście miejscowości, w tym Bohorodiczne, Krasnopole i Wesełe. Na kierunkach awdijiwskm, kurachowskim, nowopawliwskm i zaporoskim Rosjanie prowadzili działania zaczepne i ostrzeliwali ukraińskie pozycje w celu uniemożliwienia przerzucenia sił w inne rejony; ostrzelano z czołgów i artylerii okolice prawie 30 miejscowości. Z kolei na kierunku południowobużańskim siły rosyjskie usiłowały utrzymać zajęte tereny i ostrzeliwały ukraińskie pozycje. 
Ponadto zaczęto rozmieszczać systemy M142 HIMARS na Ukrainie; według Walerija Załużnego: „Artylerzyści SZ Ukrainy umiejętnie trafiali w określone cele wojskowe wroga na naszym ukraińskim terytorium”. Później wojsko ukraińskie podało, że w wyniku ataku na szkołę w Izium zginęło ponad 40 rosyjskich żołnierzy, w tym pułkownik Andriej Wasiljew. Rosja potwierdziła atak, jednak stwierdziła, że trafiono w szpital i zabito dwóch cywilów.
Brytyjskie Ministerstwo Obrony podało, że większość sił ukraińskich wycofała się z pozycji obronnych w Siewierodoniecku. W opinii Ministerstwa zdobycie Siewierodoniecka jest znaczącym osiągnięciem Rosjan, ponieważ miasto było ważnym ośrodkiem przemysłowym i zajmuje strategiczną pozycję nad rzeką Doniec, jednak był to tylko jeden z celów, które Rosja będzie musiała osiągnąć, aby zająć cały region Donbasu (m.in. ofensywa na Kramatorsk i główne szlaki zaopatrzeniowe do Doniecka).
Z kolei ISW poinformował, że Rosjanie próbowali odzyskać utracone pozycje na południu Ukrainy, jednak większość swoich sił skoncentrowali na wschodzie kraju. W wyniku tego na południowym froncie wojska rosyjskie skupiały się na obronie i przypuszczały lokalne ataki, lecz bez sukcesów. 
Źródła ukraińskie potwierdziły, że Rosjanie przejęli pełną kontrolę nad Siewierodonieckiem i prowadzili walki na obrzeżach Lisiczańska, gdzie dotarli do kopalni i fabryki żelatyny. Siły rosyjskie osiągnęły również ograniczone postępy na północ i południowy wschód od Bachmutu oraz kontynuowały nieudane próby posuwania się na południowy wschód od Izium w kierunku Słowiańska. W ciągu ostatnich 24h Rosjanie przeprowadzili serię ataków rakietowych na tyłach wojsk ukraińskich; wystrzelono ok. 50 rakiet z ziemi, powietrza i morza. Z kolei ukraińskie dowództwo podejmowało próby scentralizowania kierowania ugrupowaniami partyzanckimi w celu zwiększenia presji przeciw siłom rosyjskim.

### 26 czerwca

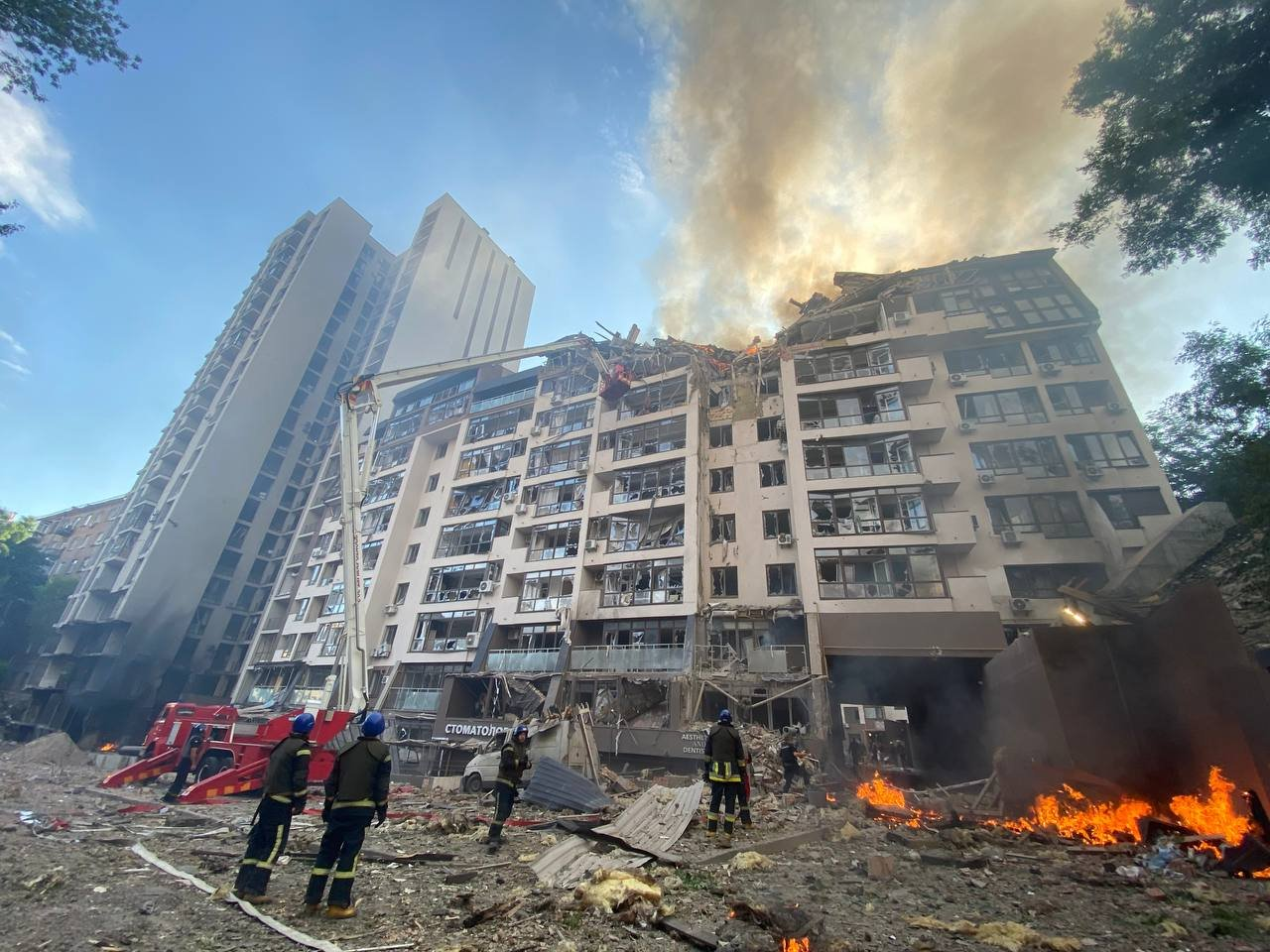
Skutki rosyjskiego ostrzału Kijowa. W rejonie szewczenkowskim uszkodzeniu uległy 3–4 budynki mieszkalne i przedszkole.

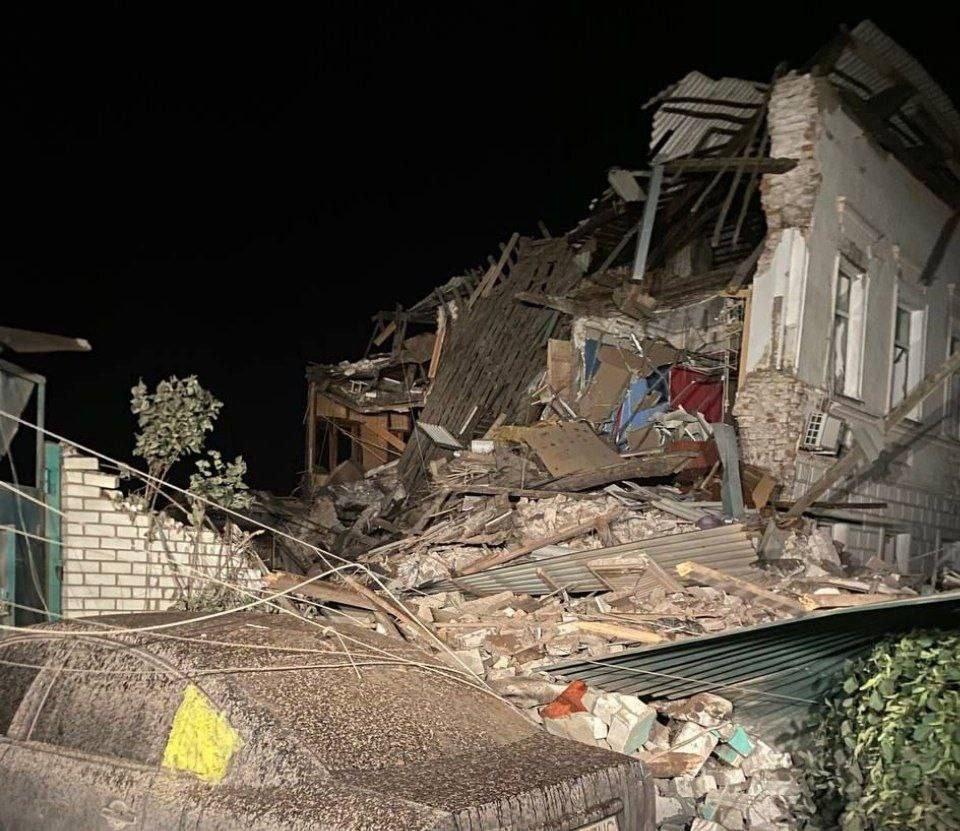
Dwupiętrowy dom w Charkowie po nocnym rosyjskim Rosjan.

Sztab Generalny podał, że Rosjanie przy wsparciu artylerii próbowali zablokować Lisiczańsk od południa oraz ostrzelali okoliczną infrastrukturę cywilną i wojskową. Na kierunku bachmuckim siły rosyjskie prowadziły ostrzał ukraińskich pozycji z moździerzy i artylerii. Następnie Ukraińcy zadali atakującym znaczne straty w okolicach miejscowości Pawliwka, która była celem ataku. Odparto także szturm na kierunku słowiańskim i charkowskim. Donoszono również, że rosyjska armia przygotowywała grupy dywersyjne na Białorusi w celu zastosowania ich później na Ukrainie. Później SG poinformował, że Rosjanie prowadzili działania bojowe wokół Lisiczańska; trwały walki w rejonie Wowczojariwki, a koło Werchniokamjanki siły ukraińskie zadały siłom rosyjskim znaczne straty. Pod ostrzałem znalazła się infrastruktura wojskowa w okolicach Lisiczańska oraz Wowczojariwki, Łoskutiwki i Werchniokamjanki. Ukraińcy odparli ataki w rejonie wsi Kłynowe, Berestowe i Werszyna; Rosjanie przeprowadzili ostrzał pozycji ukraińskich w rejonie miejscowości: Spirne, Berestowe, Biłohoriwka, Kłynowe, Zajcewe i Pokrowske. Siły rosyjskie ostrzelały również pozycje Ukraińców w innych punktach frontu w Donbasie oraz infrastrukturę wojskową i cywilną w rejonie miejscowości na łączeniu obwodów chersońskiego, zaporoskiego i dniepropietrowskiego.
Rosja wystrzeliła 14 pocisków w kierunki Kijowa, niektóre z nich to rakiety X101 wystrzelone z bombowców Tu-95 i Tu-160 znad Morza Kaspijskiego, które uszkodziły budynki mieszkalne i przedszkole. Atak był pierwszym uderzeniem na Kijów od trzech tygodni, w którym zginęła jedna osoba, a sześć zostało rannych.
Z kolei ISW podał, że siły rosyjskie przeprowadziły zmasowany atak rakietowy na szewczenkowski rejon Kijowa, co prawdopodobnie zbiegło się z trwającym szczytem przywódców G7. Ataki na Kijów należy uznać za sygnał wobec Zachodu w kontekście trwającego szczytu i planów dalszego wsparcia Ukrainy. Obranie za cel zakładów Artem, produkujących pociski rakietowe i komponenty sprzętu lotniczego, miało charakter demonstracyjny. Ponadto Rosjanie kontynuowali ataki na południowe obrzeża Lisiczańska i skonsolidowali kontrolę nad Siewierodonieckiem i okolicznymi miejscowościami oraz prowadzili operacje na wschód od Bachmutu, aby utrzymać kontrolę nad autostradą Bachmut–Lisiczańsk. Siły rosyjskie przeprowadziły także nieudane ataki na północny zachód od Słowiańska. Z kolei na osi południowej Rosjanie zintensyfikowali ataki artyleryjskie. Natomiast rosyjskie władze okupacyjne prowadziły działania mające powstrzymać ukraińską działalność partyzancką na okupowanych obszarach. Ponadto w opinii Instytutu za inwazję na Ukrainę odpowiadał wówczas generał pułkownik Giennadij Żydko, który stał dotychczas na czele Głównego Zarządu Wojskowo-Politycznego armii rosyjskiej, zastępując tym samym generała Aleksandra Dwornikowa. Według brytyjskiego Ministerstwa Obrony gdy głównym celem operacyjnym Rosji była enklawa Siewierodonieck–Lisiczańsk, to nieustanny ciężki ostrzał sugerował, że Rosja próbowała odzyskać impet na północnej osi Izium. Jednakże siły ukraińskie nadal utrzymywały swoje pozycje na tym obszarze, wykorzystując zalesiony teren do obrony.

### 27 czerwca

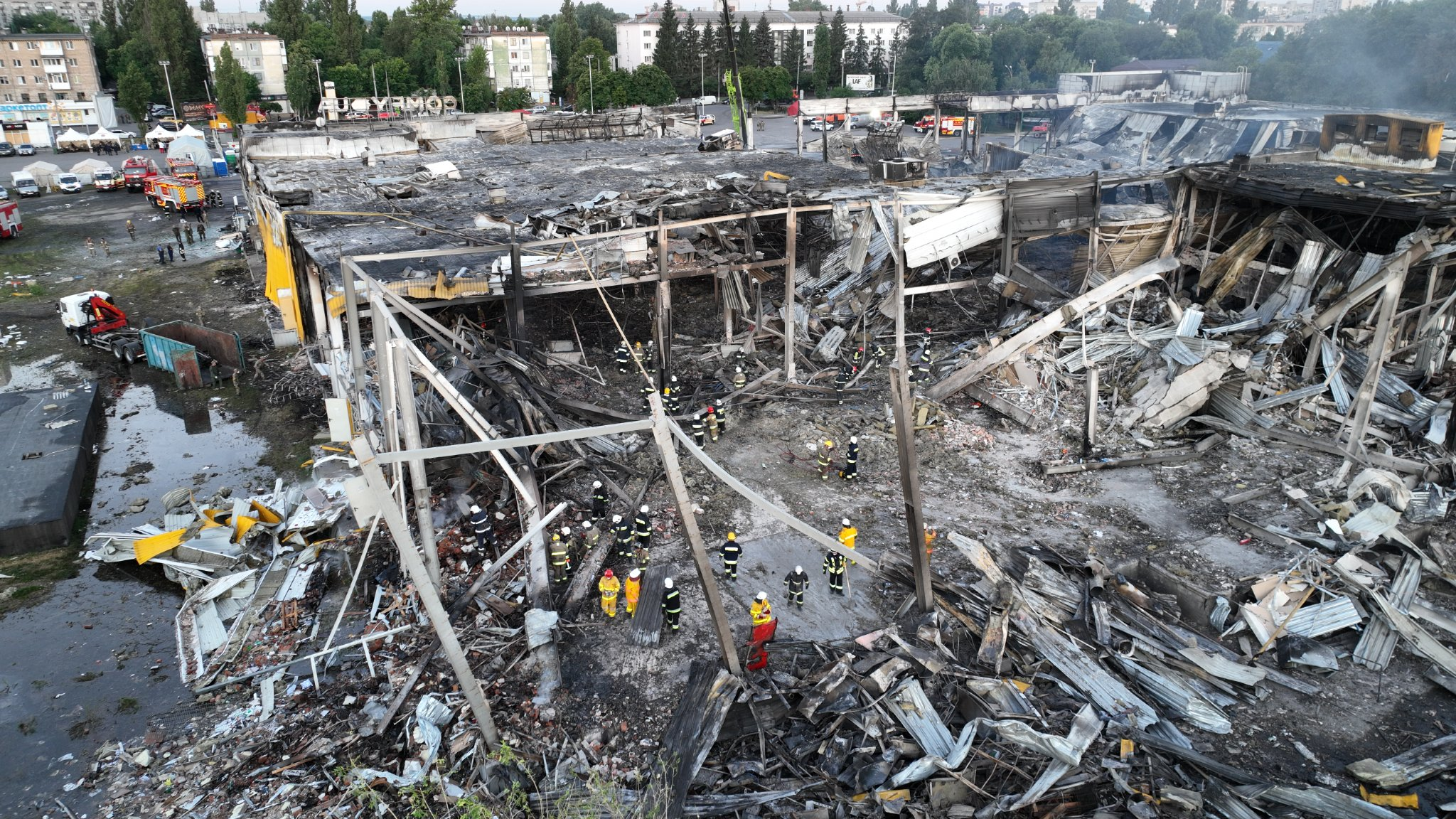
Ruiny centrum handlowego w Krzemieńczuku dzień po ataku.

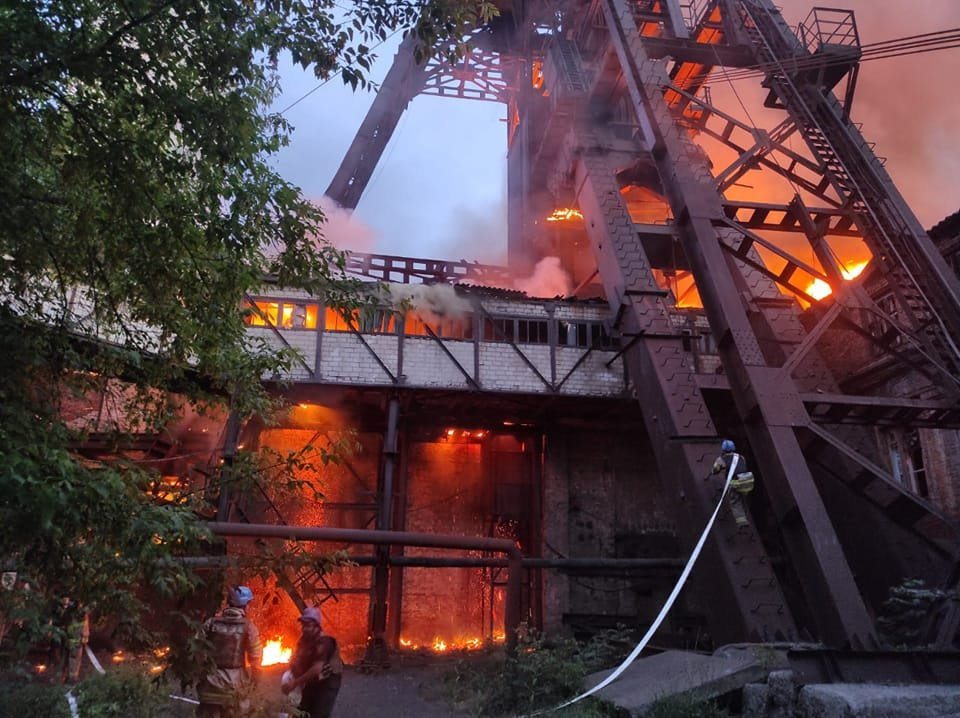
Kopalnia węgla w Torećku po rosyjskim ostrzale.

Według SG Ukrainy Rosjanie prowadzili działania szturmowe na kierunku lisiczańskim, charkowskim i słowiańskim; chcieli przejąć kontrolę nad drogą Bachmut–Lisiczańsk i przygotowywali się do ofensywy na Słowiańsk. Na kierunku lisiczańskim siły rosyjskie użyły artylerii i moździerzy w okolicach miejscowości Mykołajiwka i Jakowliwka. Następnie prowadzono ofensywę na kierunku Mykołajiwka–Spirne, jednak siły ukraińskie zmusiły atakujących do wycofania się. Na kierunku charkowskim siły rosyjskie prowadziły działania zaczepne w celu polepszenia swoich pozycji i stłumienia ukraińskich działań obronnych. Ponadto Ukraińcy odparli rosyjskie ataki na kierunku Dowhaliwka–Załyman i Dowheńke–Dołyna na kierunku słowiańskim. Brytyjskie Ministerstwo Obrony podało, że siły ukraińskie skonsolidowały swoje pozycje na wyżej położonych terenach w Lisiczańsku oraz zakłócały rosyjskie dowodzenie i kontrolę, przeprowadzając udane ataki głęboko za liniami rosyjskimi. Zdaniem Ministerstwa Rosjanie mieli problem z pokonaniem wyzwań, jakie stwarza teren Ukrainy, w wyniku czego trzymali się głównie dróg i niechętnie prowadzili operacje w terenie. Ponadto rosyjskie siły zbrojne były coraz bardziej wyeksploatowane, w wyniku czego wykazywały obniżoną skuteczność bojową.
O godz. 15.50 czasu miejscowego Rosja przeprowadziła atak rakietowy na centrum handlowe Amstor w Krzemieńczuku w obwodzie połtawskim, 100 km od linii frontu. Według źródeł ukraińskich w momencie ataku w budynku znajdowało się około 1000 ludzi. Zginęło co najmniej 20 osób, a ok. 60 zostało rannych. W opinii ukraińskiego Dowództwa Sił Powietrznych w centrum handlowe trafiły dwa pociski dalekiego zasięgu Ch-22 wystrzelone z bombowców Tu-22M3, lecących z lotniska Szajkowka w obwodzie kałuskim. Z kolei Rosja podała, że przeprowadziła atak na hale w Krzemieńczuku, w których przechowywana była broń i amunicja przywożona z USA i Europy. Detonacja amunicji wywołała pożar „w pobliskim centrum handlowym, które nie było używane”.
ISW poinformował, że rosyjskie siły zbrojne wciąż poszukiwały sposobów na uzupełnienie strat w coraz bardziej wyczerpanych jednostkach walczących na Ukrainie, starając się jednocześnie tego dokonać bez ogłaszania powszechnego poboru. Według urzędnika z departamentu obrony USA w rosyjskiej armii zaczęło brakować wysokiej rangi dowódców, w wyniku czego Rosjanie muszą polegać na rezerwistach. W Donbasie siły rosyjskie osiągnęły postępy na południowy zachód od Lisiczańska w pobliżu drogi do Bachmutu, jednak nie przerwano całkowicie ukraińskich linii zaopatrzeniowych. Rosjanie poczynili również ograniczone sukcesy podczas operacji na wschód od Bachmutu. Natomiast Ukraińcy odparli atak na północ od Słowiańska. Siły rosyjskie przeprowadziły także ograniczone ataki na linii frontu wokół Charkowa, jednak nie odnieśli żadnych sukcesów. Na południu kraju ukraińska kontrofensywa zmusiła wojska rosyjskie do skupienia się na działaniach obronnych. Z kolei według OSW Ukraińcy wycofali się na zachodni brzeg Dońca w celu wzmocnienia obrony Lisiczańska, będącego ostatnim ważniejszym punktem oporu w obwodzie ługańskim. Siły ukraińskie odparły atak na Werchniokamjankę na zachód od Lisiczańska i starały się utrzymać sąsiednią Wowczojariwkę. W okolicach Doniecka trwały walki na północ i zachód od miasta. Ukraińcy powstrzymali także Rosjan na wschód od Bachmutu, na północ od Słowiańska, na północ od Charkowa i w części obwodu chersońskiego. Rosyjskie lotnictwo i artyleria atakowały pozycje sił ukraińskich na całej linii frontu, a także na obszarach obwodów czernihowskiego i sumskiego. Podano również, że 25 i 26 czerwca doszło do największej od początku miesiąca liczby ataków rakietowych, skierowanych na Kijów, Mikołajów, Odessę, Konstantynówkę, Sarny, rejon Jaworowa, a także cele w obwodach chmielnickim, czerkaskim i żytomierskim.

### 28 czerwca
SG Ukrainy podał, że na kierunku lisiczańskim Rosjanie ostrzelali z artylerii i moździerzy rejony Lisiczańska i Wowczojariwki oraz nadal próbowali przejąć kontrolę nad trasą Bachmut–Lisiczańsk. Pod ostrzałem znalazło się wiele miejscowości na kierunku bachmuckim, w tym Berestowe, Kłynowe, Wierszynya, Biłohoriwka oraz rejony wsi położonych na kierunkach Awdijiwki, Kurachowego i Nowopawliwki. Według Ministerstwa Obrony Wielkiej Brytanii Rosjanie odnotowali stopniowe postępy w działaniach mających na celu okrążenie Lisiczańska. Od 25 czerwca siły rosyjskie posunęły się do przodu o 2 km w pobliżu rafinerii ropy naftowej w Lisiczańsku, na południe od miasta.
W opinii ISW Ukraińcy mogą w najbliższym czasie wycofywać się z obwodu ługańskiego. Opór w Siewierodoniecku spowodował duże straty u sił rosyjskich, w wyniku czego Ukraina może kontynuować takie podejście do kulminacji rosyjskiego ataku lub gdy siły ukraińskie znajdą się na pozycjach łatwiejszych do obrony. Ponadto rosyjska armia wciąż poszukiwała dodatkowych rezerw, aby uzupełnić straty ludzkie poniesione w walkach, jednak nie umożliwią one rotacji żołnierzy ani nie dostarczą sił gotowych do walki. Siły rosyjskie kontynuowały ataki na południe i południowy zachód od Lisiczańska. Ambasador ŁRL Rodion Miroshnik stwierdził, że siły ukraińskie zaczęły wycofywać się z Lisiczańska, kontynuując odwrót w kierunku umocnień w Siewiersku, Kramatorsku i Słowiańsku. Z kolei Rosjanie przeprowadzili nieudane ofensywy na północ od Słowiańska oraz ataki na wsie na zachód od Iziumu w celu zakłócenia ukraińskiej kontrofensywy. Rosjanom nie poczynili postępów wzdłuż drogi z Biełgorodu do Charkowa i wciąż usiłowali spowolnić postęp Ukraińców w kierunku granicy oraz Iziumu. Na południu kraju siły ukraińskie nadal prowadziły kontrofensywę na północ od Chersonia i odbito dwie miejscowości, Zełenyj Haj i Barwinok. Ponadto rosyjskie władze okupacyjne na zajętych terenach wciąż podejmowały działania, mające na celu wprowadzenie rubla i przygotowania gruntu pod fałszywe referendum. Natomiast OSW poinformował, że siły rosyjskie podeszły pod niedziałającą rafinerię lisiczańską w Werchniokamjance. Trwały walki o sąsiednią Wowczojariwkę. Ukraińcy powstrzymali równueż atak na Lisiczańsk od południa. Rosjanie poczynili postępy na południowy wschód od Bachmutu, jednakże zostali powstrzymani na wschód od miasta. W obwodzie donieckim siły ukraińskie stawiały opór na północ od Słowiańska i północny zachód od Wołnowachy. Powstrzymano również siły rosyjskie w obwodzie charkowskim. Rosjanie kontynuowali ostrzał pozycji i zaplecza sił ukraińskich na całej linii frontu, a także w rejonach obwodów czernihowskiego i sumskiego. Celem ataków rakietowych był m.in. Charków, Słowiańsk, Mikołajów, Oczaków, tereny na południe od Krzywego Rogu, Krzemieńczuk i rejon Odessy.

### 29 czerwca
Ukraiński Sztab Generalny poinformował, że Rosjanie usiłowali zablokować Lisiczańsk oraz ostrzelali infrastrukturę wojskową i cywilną. Na kierunku charkowskim siły rosyjskie ostrzelały z czołgów, artylerii i moździerzy okolice miasta oraz inne miejscowości, w tym Pryszyb i Iwanówkę. Na kierunku słowiańskim wojska rosyjskie przegrupowywały się i ostrzelały Bohorodiczne, Hruszuwachę i Dowheńke. Na kierunku bachmuckim, awdijiwskim, kurachowskim, nowopawliwskim i zaporoskim Rosjanie ostrzelali pozycje wojsk ukraińskich. Z kolei na zajętych terenach władze okupacyjne kontynuowały wprowadzanie rosyjskiej administracji i trwało gromadzenie danych osobowych mieszkańców, przymusowe wydawanie rosyjskich paszportów oraz zakaz wyjazdu na tereny pod kontrolą ukraińską. Później SG podał, że odparto rosyjskie ataki na miejscowości w obwodzie charkowskim i donieckim. Rosjanie ostrzelali z czołgów i artylerii okolice Charkowa oraz szereg miejscowości, w tym Peremohę, Dementijiwkę i Rubiżne. Na kierunku słowiańskim siły rosyjskie ostrzelały okolice Mazaniwki, Dibriwnego i Krasnopola. Na kierunku donieckim trwały próby zablokowania Lisiczańska i zajęcia trasy do Bachmutu. Wojska rosyjskie ostrzelały infrastrukturę cywilną w okolicach Lisiczańska i Siewierska. Na kierunku bachmuckim Ukraińcy powtrzymali atak i zadali Rosjanom znaczne straty. Z kolei ukraińskie lotnictwo i artyleria atakowały skupiska wojsk Rosjan i magazyny z amunicją. Według brytyjskiego Ministerstwa Obrony siły ukraińskie po wycofaniu się z Siewierodoniecka nadal utrzymywały pozycje w Lisiczańsku, a Rosjanie kontynuowali okrążanie z kierunku Popasnej, tym samym eliminując potrzebę forsowania rzeki Doniec. Walki lądowe koncentrowały się wokół rafinerii ropy naftowej w Lisiczańsku, 10 km od centrum miasta.
Ponadto wojska rosyjskie przeprawiły się mostem pontonowym przez Doniec i zdobyły miasto Prywilla. Następnie Rosjanie i żołnierze ŁRL zdobyli rafinerię w Lisiczańsku. Z kolei siły rosyjskie wycofały się z Wyspy Wężowej w nocy, pozwalając armii ukraińskiej na odbicie jej rano.
Według ISW Rosjanie kontynuowali działania ofensywne w Lisiczańsku i wokół niego oraz osiągnęli niewielkie postępy na wschód od Bachmutu wzdłuż autostrady E40; mogą dążyć do bezpośredniego ataku na Bachmut. Siły rosyjskie kontynuowały również ofensywę na Słowiańsk od północnego zachodu przy granicy obwodu charkowskiego i donieckiego oraz działania zaczepne w celu ponownego zajęcia miejscowości na północ od Charkowa. Zdaniem Instytutu ambicje terytorialne Rosji nie ograniczały się do Donbasu, w związku z czym będą angażować ludzi i sprzęt, potencjalnie kosztem zdolności ofensywnych na innych kluczowych kierunkach. Ponadto Rosjanie umacniali swoje pozycje obronne na południu Ukrainy. Z kolei OSW poinformowało, że siły rosyjskie kontynuowały atak na południowy zachód od Lisiczańska, jednak zostały powstrzymane w okolicy miejscowości Spirne. Walki toczyły się na obrzeżach Lisiczańska i na południowy wschód od Bachmutu. Ukraińcy odparli ataki na północ od Słowiańska oraz na południe i północ od Charkowa. Rosjanie wzmocnili również zgrupowanie na kierunku Nowopawliwki w zachodnim obwodzie donieckim, przemieszczając po jednej grupie batalionowej z okolic Awdijiwki i Bachmutu. Wojska rosyjskie kontynuowały ostrzał pozycji ukraińskich wzdłuż linii frontu oraz zintensyfikowaki ataki na Charków, Mikołajów i Słowiańsk; ataki rakietowe miały miejsce w Dnieprze, w okolicach Odessy oraz obwodzie dniepropetrowskim i odeskim. Z kolei Ukraińcy dokonali ataków na pozycje rosyjskie na łączeniu obwodów mikołajowskiego i chersońskiego oraz na Wyspie Wężowej.

### 30 czerwca

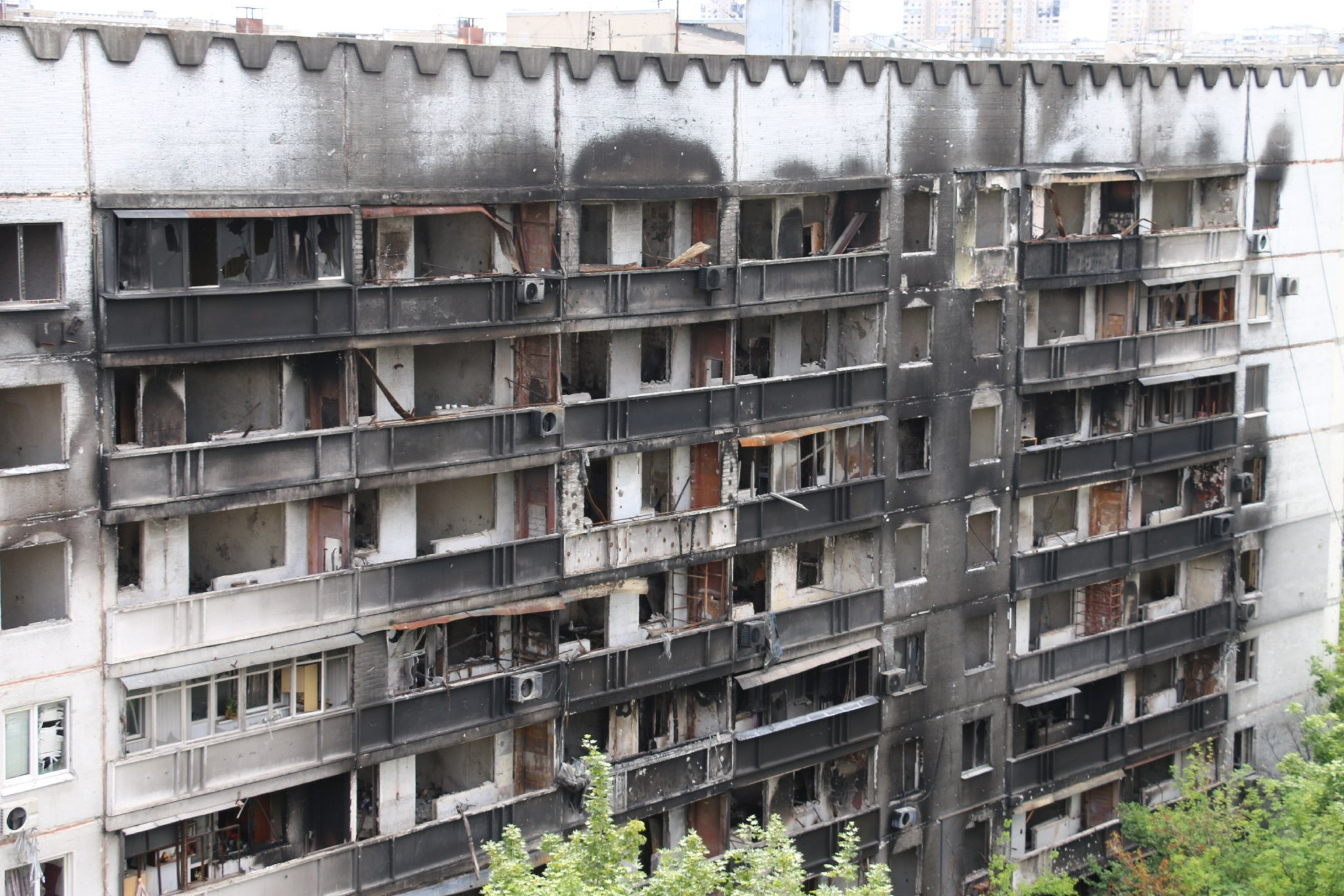
Bloki w Charkowie po rosyjskim ostrzale.

Generał Ołeksij Hromow, wiceszef głównego zarządu operacyjnego SG Ukrainy, potwierdził, że „ukraińskie ataki na Wyspie Wężowej na Morzu Czarnym były skuteczne i zmusiły Rosjan do wycofania się”. Wskazał również, że sił ukraińskich nie było wówczas na wyspie, lecz „w planach dowództwa wojskowego jest fizyczne przejęcie kontroli nad wyspą”. Natomiast Rosja określiła wycofanie swoich wojsk jako „gest dobrej woli”, aby umożliwić Ukrainie ponowny eksport zboża drogą morską. Brytyjskie Ministerstwo Obrony również potwierdziło opuszczenie przez Rosjan Wyspy Wężowej, jednak podano, że Ukraińskie Siły Zbrojne przeprowadziły w ostatnich tygodniach ataki na rosyjski garnizon przy użyciu pocisków i dronów, w wyniku czego Rosja najprawdopodobniej wycofała się z wyspy ze względu na izolację garnizonu i jego podatność na ukraińskie uderzenia, a nie jako „gest dobrej woli”.
Ponadto według generała Hromowa siły ukraińskie w okolicach Lisiczańska prowadziły działania defensywne i nie miały planów wycofania się; najcięższe walki toczyły się w rejonie rafinerii ropy naftowej. Później Sztab podał, że siły rosyjskie z częściowym powodzeniem atakowali rafinerię w Lisiczańsku, mając kontrolę nad północno-zachodnią i południowo-wschodnią częścią zakładów. W rejonie miasta trwał ostrzał pozycji ukraińskich. Następnie Ukraińcy odparli atak na kierunku Łoskutiwka–Lisiczańskie Zakłady Żelatyny. Na kierunku bachmuckim Rosjanie ostrzelali z artylerii i samolotów okolice miasteczka Sołedar oraz prowadzili ostrzał wsi Biłohoriwka, Pokrowske, Kłynowe i Nowołuhanśke. Z kolei siły ukraińskie powstrzymały ataki rosyjskie na kierunkach Mykołajiwka–Spirne i Wołodymyriwka–Pokrowske. Natomiast na kierunkach awdijiwskim, kurachowskim, nowopawliwskim i zaporoskim Rosjanie ostrzelali pozycje ukraińskie z artylerii lufowej i rakietowej. Ponadto według rosyjskiego Ministerstwa Obrony, według stanu na 30 czerwca ponad 6000 ukraińskich żołnierzy wzięto do niewoli.
Z kolei ISW podał, że Rosjanie zrobili ograniczone postępy w rafinerii ropy naftowej w Lisiczańsku i okolicach miasta oraz kontynuowali działania ofensywne na południe i wschód od Bachmutu oraz na północ od Słowiańska. Siły rosyjskie kontynuowały również starania o odzyskanie kontroli nad miejscowościami na północ od Charkowa. Z kolei ukraińska kontrofensywa na południu kraju nadal spychała siły Rosjan do defensywy. Ponadto rosyjskie władze okupacyjne podjęły działania mające na celu dalszą integrację gospodarczą i finansową zajętych terenów z systemem rosyjskim. Według OSW Rosjanie kontynuowali szturm na Lisiczańsk i Bachmut. Trwały walki w okolicach Werchniokamjanki. Siły ukraińskie powstrzymały wojska rosyjskie w rejonie miejscowości Kłynowe i Nowołuhanśke oraz Berestowe i Spirne na drodze Lisiczańsk–Bachmut. Rosjanie zostali także odparci w okolicach Pawliwki na zachód od Doniecka i Dementijiwki na północ od Charkowa. Rosyjska artyleria atakowała pozycje i zaplecze wojsk ukraińskich na całej linii frontu, a także na obszarach obwodu sumskiego. Przeprowadzono również ataki rakietowe na Mikołajów, w rejonie Odessy i Dniepru.